# Armorial des communes de la Gironde
- certaines figures sont encore dans un format bitmap et doivent être vectorisées.

Cette page dresse l'ensemble des armoiries (figures et blasonnements) connues des communes de la Gironde disposant d'un blason.

(18 dessin(s) en attente : A C L L M P P R S S S S S S S S T Y)
- Haut – A
- B
- C
- D
- E
- F
- G
- H
- I
- J
- K
- L
- M
- N
- O
- P
- Q
- R
- S
- T
- U
- V
- W
- X
- Y
- Z

## A
| Blason de Abzac | Blason  | D'azur au chevron d'or accompagné de trois molettes à huit rais du même. |
| Blason de Abzac | Détails | Officiel, présenté sur le site internet de la commune                    |

| Blason à dessiner | Blason  | De gueules à saint Pierre et saint Paul en chef, tous deux de carnation, vêtus d'or et tenant le premier une clé et un livre et de second une épée et un livre, tous d'argent, et d'une brebis passant du même en pointe. |
| Blason à dessiner | Détails | Le statut officiel du blason reste à déterminer. |

| Blason de Ambarès-et-Lagrave | Blason  | D'azur au bâton cablé en barre d'argent accompagné en chef d'un édifice conique du même ouvert, ajouré et maçonné de sable, senestré d'un lion léopardé contourné d'or, et en pointe d'un édifice d'argent couvert en dôme ouvert, ajouré et maçonné aussi de sable, flanqué de deux tours moins hautes aussi d'argent ouvertes et maçonnées de sable, aux deux clefs d'or, brochant en abîme, l'une en fasce contournée, le panneton vers le chef, l'autre en pal renversée, brochant sur la première, le panneton vers senestre. |
| Blason de Ambarès-et-Lagrave | Détails | Le statut officiel du blason reste à déterminer. |

| Blason de Ambès | Blason  | De sinople à un bœuf brochant sur un pylône haute tension brochant lui-même sur un réservoir de pétrole, le tout d'or, mantelé d'azur aux quatre fasces ondées d'argent et au navire d'or brochant ; au chevronnel d'argent brochant sur la partition. |
| Blason de Ambès | Détails | Le statut officiel du blason reste à déterminer. |

| Blason de Andernos-les-Bains | Blason  | D'azur au voilier d'or voguant sur une mer de sinople* chargée d'un dauphin nageant du champ*, la queue contournée, au soleil aussi d'or mouvant de l'angle senestre du chef, au chef de gueules* chargé d'un léopard d'or. |
| Blason de Andernos-les-Bains | Détails | * Il y a là non-respect de la règle de contrariété des couleurs : ces armes sont fautives (sinople et gueules sur azur). Le statut officiel du blason reste à déterminer.                                                   |

| Blason de Arbanats | Blason  | Taillé d’or à la grappe de raisin tigée et feuillée de deux pièces de gueules ; et d’azur à la statue de sainte Radegonde couronnée d’or sous un portique tréflé du même ; le tout sommé d’un comble d’azur chargé de l’inscription ARBANATS en lettres capitales d’argent. |
| Blason de Arbanats | Détails | Officiel, présenté sur le site internet de la commune |

| Blason de Arcachon | Blason  | Tranché d'azur au pin arraché au naturel, adextré d'une ruche d'or accompagnée de six abeilles du même ordonnées en orle ; et de gueules au bateau de pêche d'or, habillé d'argent, sur une mer du même agitée de sable, surmonté à dextre de la Sainte Vierge aussi d'or surmontée d'une étoile du même et posée sur une nuée aussi d'argent ; à la cotice d'or brochant sur la partition ; le tout sommé d'un comble tiercé en pal de sable, d'argent et d'or. |
| Blason de Arcachon | Détails | Le statut officiel du blason reste à déterminer. |

| Blason de Arcins | Blason  | De gueules au heaume de tournoi d'or, fermé, taré de profil, aux lambrequins du même au retroussis d'argent, soutenu d'une trangle ployée d'or, haussée à senestre et chargée de l'inscription de sable «IN VINO VERITAS», accompagnée en pointe de deux grappes de raisin d'azur feuillées d'or. |
| Blason de Arcins | Détails | * Il y a là non-respect de la règle de contrariété des couleurs : ces armes sont fautives (azur sur gueules). Présent sur le site internet de la commune. |

| Blason de Arès | Blason  | D'azur à la pinasse d'argent portant en poupe un barreur aussi d'argent, voguant sur une mer ondée du même et du champ, au chef de gueules* chargé d'un soleil d'or non figuré accosté, à dextre, d'une pomme de pin du même renversée en barre et, à senestre, d'une huître d'argent en bande. |
| Blason de Arès | Détails | * Il y a là non-respect de la règle de contrariété des couleurs : ces armes sont fautives (gueules sur azur). Le statut officiel du blason reste à déterminer. |

| Blason de Artigues-près-Bordeaux | Blason  | Parti de gueules à l'église du lieu d'argent posée de front, et d'azur au casque d'argent taré de trois-quarts, au chef de sinople chargé de trois grappes de raisin de gueules*. |
| Blason de Artigues-près-Bordeaux | Détails | * Il y a là non-respect de la règle de contrariété des couleurs : ces armes sont fautives (gueules sur sinople). Le statut officiel du blason reste à déterminer.                 |

| Blason de Arveyres | Blason  | D'azur à la lettre oméga capitale de sinople* chargée de deux aloses d'argent, l'une descendante à dextre et l'autre montante à senestre, encadrant en abîme une croix nouée et potencée de gueules*, le tout soutenu d'une grappe de raisin de pourpre tigée et feuillée de deux pièces aussi de sinople*. |
| Blason de Arveyres | Détails | * Il y a là non-respect de la règle de contrariété des couleurs : ces armes sont fautives (sinople et gueules sur azur). Officiel, présenté sur le site internet de la commune |

| Blason de Audenge | Blason  | D'azur à la pinasse contournée d'argent, voguant sur une mer du même et surmontée d'un soleil d'or mouvant du trait du chef, au chef parti de sable chargé d'un pin parasol d'or et de gueules chargé d'une tête de chèvre contournée d'or. |
| Blason de Audenge | Détails | * Il y a là non-respect de la règle de contrariété des couleurs : ces armes sont fautives (sable et gueules sur azur). Le statut officiel du blason reste à déterminer.                                                                     |

| Blason de Auros | Blason  | Coupé d'un parti d'or à trois pals de gueules et d'azur à la tour d'argent ouverte et ajourée de sable ; et d'argent à la plante tigée de sable et feuillée de sinople posée en pal. |
| Blason de Auros | Détails | Le statut officiel du blason reste à déterminer. |

| Blason de Ayguemorte-les-Graves | Blason  | D'argent à la grappe de raisin de gueules feuillée de sinople posée en bande, soutenue d'une rivière ondée d'azur mouvant de la pointe et surmontée d'un léopard d'or*. |
| Blason de Ayguemorte-les-Graves | Détails | * Il y a là non-respect de la règle de contrariété des couleurs : ces armes sont fautives (or sur argent). Le statut officiel du blason reste à déterminer.             |

Pas d'information pour les communes suivantes : Anglade, Arsac, Les Artigues-de-Lussac, Asques (Gironde), Aubiac (Gironde), Auriolles, Avensan.
- Haut – A
- B
- C
- D
- E
- F
- G
- H
- I
- J
- K
- L
- M
- N
- O
- P
- Q
- R
- S
- T
- U
- V
- W
- X
- Y
- Z

## B
| Blason de Baigneaux | Blason  | Écartelé de gueules et d'or, au 1er à la grappe de raisin tigée d'or, au 2d au rocher de sable d'où jaillit, de front, une source d'argent, au 3e à l'arbre de sinople sur un mont isolé du même, au 4e à la charrue d'or. |
| Blason de Baigneaux | Détails | Le statut officiel du blason reste à déterminer. |

| Blason de Baron | Blason  | Écartelé d'azur et de gueules, au 1er au lion d'argent, au 2d à la colonne d'or, au 3e à la grappe de raisin de pourpre feuillée d'une pièce de sinople, au 4e au cèpe au naturel senestré d'un plus petit accolé du même couché en barre. |
| Blason de Baron | Détails | * Il y a là non-respect de la règle de contrariété des couleurs : ces armes sont fautives (pourpre et sinople sur gueules). Officiel, présenté sur le site internet de la communauté de communes du Créonnais                              |

| Blason de Barp (Le) | Blason  | Coupé d'un parti de gueules à un prieuré à tour gasconne couverte et girouettée d'argent, ouverte du champ, maçonnée de sable, flanquée de deux corps de logis couverts aussi d'argent, ouverts chacun aussi du champ, maçonnés aussi de sable ; et d'or à deux bourdons de pèlerin d'argent passés en sautoir, à une coquille d'azur brochant en abîme ; et d'azur à un chêne terrassé d'argent fruité d'or senestré d'un pin terrassé aussi d'argent, au soleil d'or mouvant du milieu de la partition et à la pomme de pin renversée d’argent en pointe. |
| Blason de Barp (Le) | Détails | * Il y a là non-respect de la règle de contrariété des couleurs : ces armes sont fautives (argent sur or). Officiel, présenté sur le site internet de la commune, conception Jacques Lacampagne, 1989 |

| Blason de Barsac | Blason  | Écartelé de gueules et d'azur, au 1er au château du lieu d'argent, le corps central couvert, ouvert et ajouré de sable, la tour dextre ronde, couverte, girouettée, ouverte et ajourée du même, la tour senestre carrée, ajourée aussi de sable, le tout surmonté d'une fleur de lys d'or et soutenu d'une mer du même, aux 2d et 3e au chevron écimé parti d'or et d'argent, surmonté d'une feuille de vigne du même, accompagné de trois grappes de raisin aussi d'or, au 4e au clocher carré d'argent, mouvant de la pointe, à quatre colonnes maçonnées de sable, essoré en dôme du même, sommé d'un clocheton aussi d'argent essoré en dôme aussi de sable sommé d'une croisette latine du même, le clocher ouvert de deux portes et ajouré d'un oculus d'or, le clocheton de deux fenêtres du même ; au besant d'or, brochant sur le tout, frappé d'une lettre V capitale d'argent* mouvant de la pointe. |
| Blason de Barsac | Détails | * Il y a là non-respect de la règle de contrariété des couleurs : ces armes sont fautives (argent sur or). Le statut officiel du blason reste à déterminer. |

| Blason de Bassens | Blason  | D'argent à un navire de gueules et d'azur, habillé et pavillonné d'or, ouvert de six sabords aussi d'azur, voguant sur une champagne du même, chargée d'un croissant d'or surmonté d'une grappe de raisin de gueules feuillée de sinople, au chef aussi de gueules chargé d'un léopard aussi d'or armé et lampassé aussi d'azur. |
| Blason de Bassens | Détails | * Il y a là non-respect de la règle de contrariété des couleurs : ces armes sont fautives (pourpre et sinople sur azur). Officiel, présenté sur le site internet de la commune |

| Blason de Baurech | Blason  | Écartelé: au 1er de gueules à la tour couverte et pavillonnée d'argent, maçonnée de sable et ouverte du champ, sur un coupeau d'or et accostée en chef de deux grappes de raisin d'argent, au 2e d'azur au lion couronné d'or, au 3e d'azur au voilier d'argent sur une terrasse d'or, au 4e de gueules au clocher du lieu d'argent, mouvant de la pointe, accosté en chef de deux monts isolés, de trois coupeaux d'argent et en flancs de deux croisettes d'or; à la crosse d'or brochant en pal sur la partition. |
| Blason de Baurech | Détails | Le statut officiel du blason reste à déterminer. |

| Blason de Bazas | Blason  | De gueules à la tour maçonnée de sable, donjonnée de deux pièces, mouvant du flanc senestre, adextrée de saint Jean Baptiste à genoux devant son bourreau contourné brandissant une épée, le tout d'or, sur une terrasse de même ; au chef cousu de France. |
| Blason de Bazas | Détails | Officiel, utilisé sur les plaques de rues de la commune |

| Blason de Beautiran | Blason  | Coupé, au premier d'azur au pal de gueules* accosté à dextre d'une ancre d'argent avec sa gumène du même et à senestre d'un croissant aussi d'argent, au second de gueules au pal d'azur* chargé d'une grappe de raisin d'argent feuillée d'une pièce. |
| Blason de Beautiran | Détails | * Il y a là non-respect de la règle de contrariété des couleurs : ces armes sont fautives (gueules sur azur). Le statut officiel du blason reste à déterminer.                                                                                         |

| Blason de Bègles | Blason  | D'azur à la bande de gueules* chargée de l'inscription OMNIA LABORE en lettres capitales de sable, accompagnée, en chef, d'une ruche adextrée de deux abeilles volantes l'une sur l'autre, la première en bande et la seconde en barre, et senestrée, en chef, d'une autre en bande, le tout d'or, et en pointe, d'un navire de trois mâts équipé, habillé et flammé d'argent voguant sur des ondes du même mouvant de la pointe. |
| Blason de Bègles | Détails | * Il y a là non-respect de la règle de contrariété des couleurs : ces armes sont fautives (sable sur gueules sur azur). Le statut officiel du blason reste à déterminer. |

| Blason de Belin-Béliet | Blason  | Écartelé de gueules et d'azur, au premier à la fasce ondée abaissée d'argent chargée de trois anilles de sable et surmontée d'un lion léopardé d'or, au deuxième au château de deux tours d'argent maçonné de sable, surmonté d'une fleur de lis d'or et soutenu de deux rameaux de genêt du même, adossés et posés en bande et en barre, au troisième à deux bourdons de pèlerins passés en sautoir et accompagnés de deux coquilles, l'une en chef, l'autre en pointe, et de deux gourdes, une à chaque flanc, le tout d'or, au quatrième au pin d'argent terrassé d'or, le fût accosté de deux pommes de pin du même, au cor d'argent lié, virolé et garni d'or, le cordon enroulé autour du tronc de l'arbre, à deux rayons de gloire d'or naissant de chacun des angles dextre et senestre du chef. |
| Blason de Belin-Béliet | Détails | Le statut officiel du blason reste à déterminer. |

| Blason de Berson | Blason  | D'azur au sautoir en filet d'argent cantonné, en chef et aux flancs, de trois moulins à vent du même et, en pointe, d'une grappe de raisin de gueules* tigée, vrillée et feuillée de deux pièces de sinople*. |
| Blason de Berson | Détails | * Il y a là non-respect de la règle de contrariété des couleurs : ces armes sont fautives (gueules et sinople sur azur). Le statut officiel du blason reste à déterminer.                                     |

| Blason de Berthez | Blason  | Coupé : au 1er parti au I d'azur à une branche de chêne d'or, au II d'argent à un lion de gueules, au 2d de sinople à un vol d'argent. |
| Blason de Berthez | Détails | Le statut officiel du blason reste à déterminer.                                                                                       |

| Blason de Beychac-et-Caillau | Blason  | De pourpre à la bande d'or chargée en cœur d'une grappe de raisin d'or tigée et ombrée du champ et posée à plomb, accompagnée en chef d'un faucon contourné d'argent et en pointe des deux églises du lieu aussi d'argent et ajourées de sable, en perspective cavalière et rangées en bande,. |
| Blason de Beychac-et-Caillau | Détails | Le statut officiel du blason reste à déterminer. |

| Blason de Biganos | Blason  | D'azur à la tour d'argent ouverte et maçonnée de sable sur une terrasse de sinople.                                                                            |
| Blason de Biganos | Détails | * Il y a là non-respect de la règle de contrariété des couleurs : ces armes sont fautives (sinople sur azur). Le statut officiel du blason reste à déterminer. |

| Blason de Birac | Blason  | Parti : au 1er d'argent au gril de sable, la poignée en bas, au 2e de sinople à trois pommes de pin d'or, le pédoncule en haut ; le tout sommé d'un chef de gueules chargé d'un léopard d'or armé et lampassé d'azur. |
| Blason de Birac | Détails | Création de Jean-François Binon. |

| Blason de Blanquefort | Blason  | D'azur à l'enceinte fortifiée de quatre tours d'argent, ouverte de sable, en perspective fuyante, sommée d'un donjon de six grosses tours aussi d'argent, le tout ajouré et maçonné aussi de sable, sur une mer d'azur ondée d'argent, semée de touffes de roseaux de sable, ledit donjon accosté de deux fleurs de lys d'or, au chef de gueules* chargé d'un léopard aussi d'or armé et lampassé du champ. |
| Blason de Blanquefort | Détails | * Il y a là non-respect de la règle de contrariété des couleurs : ces armes sont fautives (sable et gueules sur azur). Officiel, utilisé sur les panneaux d'informations de la commune, conception Robert Louis |

| Blason de Blasimon | Blason  | D'azur à trois besants d'or.                     |
| Blason de Blasimon | Détails | Le statut officiel du blason reste à déterminer. |

| Blason de Blaye | Blason  | D'azur à la porte de gueules coulissée de sable, fortifiée de deux tours, le tout d'argent maçonné aussi de sable, surmonté d'une fleur de lys d'or et posé sur une rivière ondée aussi d'argent mouvant de la pointe. |
| Blason de Blaye | Détails | Le statut officiel du blason reste à déterminer. |

| Blason de Bonnetan | Blason  | Gironné d'argent et d'azur au chef burelé du premier et du second, de huit pièces ondées chargé d'un brochet du même. |
| Blason de Bonnetan | Détails | Le statut officiel du blason reste à déterminer.                                                                      |

| Blason de Bonzac | Blason  | Parti : au premier de gueules au moulin couvert d’argent, sans ailes, maçonné de sable, au second coupé au I d’or au tonneau couché de gueules cerclé de sable de quatre pièces, surmonté d’une feuille de vigne de sinople flanquée de deux grappes de raisin aussi de gueules tigées et vrillées aussi de sinople et au II d’azur à l’alose d’argent en bande et au comble cannelé de sinople*. |
| Blason de Bonzac | Détails | * Il y a là non-respect de la règle de contrariété des couleurs : ces armes sont fautives (sinople sur azur). Le statut officiel du blason reste à déterminer. |

| Blason de Bordeaux | Blason  | De gueules à la Grosse Cloche d'argent (château de quatre tours crénelées et couvertes d'argent et sommé d'un clocher du même portant une cloche aussi d'argent, le tout maçonné de sable) surmontée d'un léopard d'or et posée sur des ondes d'azur mouvant de la pointe et chargées d'un croissant d'argent, au chef de France. Explications détaillées. |
| Blason de Bordeaux | Détails | Officiel, présenté sur le site internet de la commune. |

| Blason de Bouliac | Blason  | Écartelé : au 1er de gueules au château couvert en croupe sommé de deux cheminées, de deux tours couvertes girouettées, le tout d'argent ouvert et ajouré de sable, soutenu d'une rivière ondée d'or mouvant de la pointe, chargée d'un poisson aussi d'argent*, au chef d'azur* chargé de trois monts isolés de trois coupeaux d'argent ; au 2d d'azur à la colonne d'argent chargée d'une croisette d'or* sur son piédestal, au léopard du même* brochant sur le tout, au rayon de gloire de quatre pointes aussi d'or mouvant en barre de l'angle senestre du chef ; au 3e d'azur à la gabarre équipée et habillée d'argent voguant sur une rivière agitée d'or mouvant de la pointe entre deux rives aussi d'argent mouvant des flancs, ladite gabarre chargée de barriques du même, accompagné d'un croissant d'argent au canton dextre ; au 4e de gueules au chevron d'argent accompagné de trois grappes de raisin d'or, les deux du chef dans le sens du chevron. |
| Blason de Bouliac | Détails | * Il y a là non-respect de la règle de contrariété des couleurs : ces armes sont fautives (azur sur gueules, et argent sur or). Le statut officiel du blason reste à déterminer. |

| Blason de Bourg | Blason  | De France à la bordure d'argent.                      |
| Blason de Bourg | Détails | Officiel, présenté sur le site internet de la commune |

| Blason de Bourideys | Blason  | Parti : au 1er d'azur à un dragon d'or, au 2d d'argent à un pin maritime au naturel ; le tout sommé d'un chef de gueules chargé d'un léopard d'or armé et lampassé d'azur. |
| Blason de Bourideys | Détails | Création Jean-François Binon, adoptée en 2021. |

| Blason de Bouscat (Le) | Blason  | De gueules à la champagne d'azur* semée de croisettes d'argent, à deux rameaux de sinople* passés en sautoir mouvant du trait de la champagne, cantonnés en chef d'une fleur de lys d'or, le tout surmonté d'un léopard du même. |
| Blason de Bouscat (Le) | Détails | * Il y a là non-respect de la règle de contrariété des couleurs : ces armes sont fautives (azur et sinople sur gueules). Le statut officiel du blason reste à déterminer.                                                        |

| Blason de Brach | Blason  | De gueules à la fasce d'or chargée d'une plante de bruyère de sept pièces de sinople fleuries de pourpre sur une terrasse isolée aussi de sinople, accompagnée en chef de deux pots de résine dégoulinant de gemmes et en pointe d'un mouton la tête de face, le tout d'argent. |
| Blason de Brach | Détails | Le statut officiel du blason reste à déterminer. |

| Blason de Branne | Blason  | D'azur à trois fleurs de lys d'argent, celles du chef posées en chevron. |
| Blason de Branne | Détails | Officiel, présenté sur le site internet de la commune                    |

| Blason de Braud-et-Saint-Louis | Blason  | Écartelé : au 1er d’azur à la centrale de deux tranches nucléaires d'argent sur une terrasse de sinople et une piste au naturel*, au 2d d’or à la botte d’asperges au naturel en pal et à la grappe de raisin de gueules en fasce, brochante, tigée et feuillée de deux pièces de sinople à senestre, au 3e d'or au canard colvert volant de tenné accompagné en pointe à dextre d'un poisson d'argent contourné et ployé en pal, au 4e d’azur à l’église d’or, portail à dextre et clocher à senestre, couverte, ouverte et ajourée d’argent*, derrière une halle du même soutenue par des piliers au naturel, le tout brochant sur une champagne de sinople*. |
| Blason de Braud-et-Saint-Louis | Détails | Une piste "au naturel" est indéterminé. * Il y a là non-respect de la règle de contrariété des couleurs : ces armes sont fautives (sinople sur azur en 1 et 4, argent sur or en 3 et 4). Le statut officiel du blason reste à déterminer. |

| Blason de Brède (La) | Blason  | Écartelé : au 1er d'azur aux trois fasces d'argent chargées de neuf merlettes de sable ordonnées 4, 3 et 2 ; au 2d de gueules au lion d'hermine armé, lampassé et couronné d'or ; au 3e d'argent à une croix tréflée de gueules soutenue d'une champagne d'azur chargée de trois fleurs d'or, les tiges dans un vase du même ; au 4e d'argent aux quatre fasces d'azur ; sur le tout d'azur à la fasce d'or accompagnée en chef de deux coquilles du même, et en pointe d'un croissant d'argent. |
| Blason de Brède (La) | Détails | Le statut officiel du blason reste à déterminer. |

| Blason de Brouqueyran | Blason  | Tiercé en pairle renversé : au 1er de gueules à deux clés d'or passées en sautoir, les anneaux liés par une chaîne du même, au 2e d'argent à une branche de bruyère au naturel, au 3e d'azur à un lion d'or. |
| Blason de Brouqueyran | Détails | Adopté le 12 juillet 2023. |

| Blason de Bruges | Blason  | Écartelé : au 1er d'argent à la vache contournée de gueules, au 2e de gueules à trois grappes de raisin accolées, tigées et feuillées d'argent, au 3e de gueules à trois annelets d'argent, au 4e d'azur à trois vanneaux d'argent rangés en barre ; sur le tout, un écusson en losange d'or à la clef renversée d'argent*, panneton à senestre ; le tout sommé d'un chef d'azur chargé de trois fleurs de lys d'argent. |
| Blason de Bruges | Détails | * Il y a là non-respect de la règle de contrariété des couleurs : ces armes sont fautives (argent sur or). Officiel, présenté sur le site internet de la commune |

| Blason de Budos | Blason  | Écartelé de gueules à une tour d'or ouverte, ajourée et maçonnée de sable, et d'or aux trois barres d'azur. |
| Blason de Budos | Détails | Le statut officiel du blason reste à déterminer.                                                            |

Pas d'information pour les communes suivantes : Bagas (Gironde), Balizac, Barie, Bassanne, Bayas, Bayon-sur-Gironde, Bégadan, Béguey, Bellebat, Bellefond (Gironde), Belvès-de-Castillon, Bernos-Beaulac, Bieujac, Les Billaux, Blaignac, Blaignan-Prignac, Blésignac, Bommes, Bossugan, Bourdelles, Brannens (Gironde).
- Haut – A
- B
- C
- D
- E
- F
- G
- H
- I
- J
- K
- L
- M
- N
- O
- P
- Q
- R
- S
- T
- U
- V
- W
- X
- Y
- Z

## C
| Blason de Cabanac-et-Villagrains | Blason  | D'argent au bosquet de quatre pins au naturel, adextré d'un tronc de pin du même mouvant du flanc et supportant un pot à résine de gueules dégoulinant de gemme d'argent, à l'écureuil de gueules, à senestre, tenant une pomme de pin renversée du même, brochant sur le bosquet de pin et le tout sur une terrasse de sinople. |
| Blason de Cabanac-et-Villagrains | Détails | * Il y a là non-respect de la règle de contrariété des couleurs : ces armes sont fautives (gueules sur sinople). |

| Blason de Cadarsac | Blason  | Coupé d'azur à l'église du lieu d'argent, et d'un parti d'or à une grappe de raisin de gueules tigée et feuillée de sinople, et d'argent au cèdre terrassé de sinople. |
| Blason de Cadarsac | Détails | Le statut officiel du blason reste à déterminer. |

| Blason de Cadaujac | Blason  | Écartelé de gueules et d'azur chargé : au 1er de deux clefs renversées d'argent passées en sautoir, au 2d d'un château d'argent ouvert et ajouré de sable, la tour de senestre plus haute et essorée du même ; au 3e de trois coquilles d'argent mal ordonnées, au 4e de deux bâtons de pèlerin d'argent non pommetés passés en sautoir, celui en barre au pied fiché. |
| Blason de Cadaujac | Détails | Officiel, présenté sur le site internet de la commune |

| Blason de Cadillac | Blason  | Écartelé d'or aux trois pals de gueules et d'or aux deux vaches de gueules passant l'une sur l'autre. |
| Blason de Cadillac | Détails | Le statut officiel du blason reste à déterminer.                                                      |

| Blason de Cadillac-en-Fronsadais | Blason  | Coupé d'azur au château couvert d'or, et d'argent au tourteau d'azur chargé d'une croix d'or, bordé du même, au casque de nouvel anobli d'acier figuré d'or brochant en cœur sur la croix, le tourteau supporté en pointe par un dragon de gueules. |
| Blason de Cadillac-en-Fronsadais | Détails | Officiel, présenté sur le site internet de la commune |

| Blason de Camarsac | Blason  | Écartelé d'azur et de gueules, au premier à l'écrevisse de gueules*, au deuxième au château d'argent, donjonné, ouvert et ajouré du champ, maçonné de sable, au troisième au léopard d'or armé et lampassé d'azur, au quatrième au pied de genêt de sinople fleuri d'or. |
| Blason de Camarsac | Détails | * Il y a là non-respect de la règle de contrariété des couleurs : ces armes sont fautives (gueules sur azur)). Le statut officiel du blason reste à déterminer. |

| Blason de Cambes | Blason  | D’azur à la croix de gueules* chargée d’un léopard d’or, cantonnée, au 1er d’une crosse issante au 2e d’une fleur de lys, au 3e de trois fasces ondées, au 4e d’un tonneau couché le tout d’argent. |
| Blason de Cambes | Détails | * Il y a là non-respect de la règle de contrariété des couleurs : ces armes sont fautives (gueules sur azur)). Le statut officiel du blason reste à déterminer.                                     |

| Blason de Camblanes-et-Meynac | Blason  | Écartelé d'or et de gueules, chargé : au 1er d'une lettre onciale C de gueules, au 2e d'un colombier d’or ouvert du champ, essoré et ajouré de six tourteaux de sable ordonnés 1, 2 et 3 ; au 3e d'un cadran d’horloge d’or aux aiguilles de sable indiquant 11 h 18 et aux chiffres romains de même ; au 4e d'une lettre onciale M de gueules ; sur le tout, de sable au cep de vigne de sinople*, feuillé de quatre pièces du même et fruité de gueules* à dextre et d’or à senestre, tuteuré d’argent ; le tout sommé d’un chef d’azur chargé d’un léopard d’or surmonté de trois étoiles d’argent rangées en fasce. |
| Blason de Camblanes-et-Meynac | Détails | * Il y a là non-respect de la règle de contrariété des couleurs : ces armes sont fautives (sinople et gueules sur sable). Officiel, présenté sur le site internet de la commune |

| Blason de Camiac-et-Saint-Denis | Blason  | Parti d'azur à la mitre d'argent ornée d'or, et d'argent à la grappe de raisin de pourpre feuillée de sinople, au chef de gueules chargé d'un léopard d'or armé et lampassé d'azur. |
| Blason de Camiac-et-Saint-Denis | Détails | Officiel, présenté sur le site internet de la commune |

| Blason de Campugnan | Blason  | D'azur à deux clés d'argent passées en sautoir, à la grappe de raisin tigée, feuillée et vrillée d'or brochant en cœur ; au chef de gueules chargé d'un léopard d'or armé et lampassé d'azur. |
| Blason de Campugnan | Détails | Le léopard représente l'Aquitaine, le raisin le fait que la commune soit viticole et enfin les clés sont le symbole de saint Pierre, saint patron de l'église de la commune. * Il y a là non-respect de la règle de contrariété des couleurs : ces armes sont fautives (gueules sur azur). Création de Jean-François Binon adoptée par la municipalité le 11 mai 2015. |

| Blason de Canéjan | Blason  | D’azur au huchet contourné d’or.                 |
| Blason de Canéjan | Détails | Le statut officiel du blason reste à déterminer. |

| Blason de Capian | Blason  | De gueules à un symbole des vallons du lieu (d'Artolie) surmononté d'un léopard et soutenu de deux chevronnels renversés, jumelés et alésés, le tout d'argent enfermé dans un orle du même. |
| Blason de Capian | Détails | Officiel. |

| Blason de Captieux | Blason  | D'argent à l'écureuil contourné de gueules, grimpant sur une branche de gueules posée en barre, surmonté d'une branche de pin de gueules à cinq touffes d'aiguilles et une pigne du même, posée en barre, et en chef dextre de l'inscription de sable « CAPUT SYLVARUM » sur deux rangs. Devise / Cri'caput sylvarum (la tête de la forêt) |
| Blason de Captieux | Détails | Officiel, présenté sur le site internet de la commune |

| Blason à dessiner | Blason  | Coupé ondé: au 1er d’argent à la grappe de raisin de pourpre feuillée de sinople accompagnée à senestre de trois maisons d'azur rangées en fasce, à la filière périe en pointe d'azur, au 2e d’azur à quatre burelles d’argent, au franc-quartier senestre de la pointe d’argent au tourteau de sinople mouvant de l’écartelé et figurant un rond-point accompagné d’une rangée d’arbres de sinople rayonnant en arc de cercle et mouvant d'un filet, de la pointe et du flanc. |
| Blason à dessiner | Détails | Le statut officiel du blason reste à déterminer. |

| Blason de Carcans | Blason  | De gueules au chevron de sinople*, accompagné en pointe d'un léopard d'or ; au chef d'azur* chargé de trois tours d'or, maçonnées de sable, ouvertes et ajourées d'azur.                                                                                                 |
| Blason de Carcans | Détails | * Il y a là non-respect de la règle de contrariété des couleurs : ces armes sont fautives (sinople et azur sur gueules)). Conflit héraldique : le blasonnement parle de "trois tours" ; le dessin n'en montre que deux. Le statut officiel du blason reste à déterminer. |

| Blason de Carignan-de-Bordeaux | Blason  | Écartelé : au 1er d'or au chêne terrassé de sinople englanté d'argent, au chef de gueules chargé d'un léopard du champ, au 2e d'azur à trois grappes de raisin d'argent tigées et feuillées de sinople, soutenues d'une colline de trois coupeaux du même mouvant des flancs et d'une rivière d'or et surmontées d'un soleil du même mouvant du chef, au 3e d'azur au portail de l'église Saint-Martin d'argent sur une terrasse du même, au 4e de gueules au château du lieu d'argent sur une terrasse du même accompagné en chef dextre d'une tête de loup arrachée d'or hurlant. |
| Blason de Carignan-de-Bordeaux | Détails | Différences entre dessin et blasonnement. Le statut officiel du blason reste à déterminer. |

| Blason de Cartelègue | Blason  | Écartelé d'un échiqueté d'azur et d'argent, et du même à six mouchetures d'hermine de sable ordonnées 1, 2, 1 et 2, sur une partition tiercée en pal. |
| Blason de Cartelègue | Détails | Le statut officiel du blason reste à déterminer. |

| Blason de Castelmoron-d'Albret | Blason  | De gueules à un château d'argent de trois tours, crénelé, ouvert, ajouré et maçonné de sable, la tour du milieu donjonnée et surmontée d'une étoile de six rais d'or, les tours des flancs surmontées chacune d'une fleur de lys aussi d'or, ledit château soutenu d'un serpent d'or ondoyant en pal. |
| Blason de Castelmoron-d'Albret | Détails | Officiel, apposé sur le fronton de la mairie |

| Blason de Castelnau-de-Médoc | Blason  | Écartelé d’azur à la fasce d’argent chargée des inscriptions de sable « Castelnau » au 1er et « Médoc » au 4e, accompagnée de trois besants d'or ; et d’azur à la bande d’argent chargée de trois bouterolles de gueules. |
| Blason de Castelnau-de-Médoc | Détails | Le statut officiel du blason reste à déterminer. |

| Blason de Castillon-la-Bataille | Blason  | De gueules à la croix d'azur* chargée d'un château de trois tours d'argent ouvertes et ajourées de sable, celle du milieu, plus haute, donjonnée de deux tourelles aussi d'argent ajourées aussi de sable, cantonnée de quatre fleurs de lys d'or. |
| Blason de Castillon-la-Bataille | Détails | * Il y a là non-respect de la règle de contrariété des couleurs : ces armes sont fautives (azur sur gueules). Officiel, présenté sur le site internet de la commune                                                                                |

| Blason de Castres-Gironde | Blason  | D'argent au bâton écoté en pal de gueules, accosté à dextre d'une pomme de pin renversée d'or et à senestre d'un pampre de sinople fruité de pourpre; au chef de gueules chargé d'un léopard d'or. |
| Blason de Castres-Gironde | Détails | * Il y a là non-respect de la règle de contrariété des couleurs : ces armes sont fautives (or sur argent).                                                                                         |

| Blason de Caudéran | Blason  | D’azur aux trois escargots d’argent ordonnés en chevron couché-contourné, à la bordure denticulée d’or de dix pièces. |
| Blason de Caudéran | Détails | Le statut officiel du blason reste à déterminer.                                                                      |

| Blason de Caudrot | Blason  | De gueules au chevron d’argent accompagné de trois étoiles d'or, au chef du premier soutenu du second et chargé de trois abeilles du troisième. |
| Blason de Caudrot | Détails | Officiel, présenté sur le site internet de la commune                                                                                           |

| Blason de Cavignac | Blason  | Écartelé : au 1er d’azur au château d’argent ouvert et maçonné de sable surmonté d’une fleur de lys d’or, sur une rivière ondée d’azur et d’argent ; au 2d parti d’azur à la tour d’argent maçonnée de sable, au chef de gueules* chargé de trois heaumes aussi d’argent tarés de profil, et d’or au dauphin contourné d’azur ; au 3e de gueules à la nef d’argent voguant sur une rivière ondée d’azur et d’argent, au chef cousu de France, au 4e d’azur au château d’argent ouvert et maçonné de sable surmonté d’une fleur de lys d’or, elle-même surmontée d’une couronne royale fermée du même ; le tout enté en pointe d’argent à la ruche d’or* entourée de cinq abeilles du même posées en chevron ; sur le tout écartelé d’azur et de gueules à la clé renversée d’argent posée en barre brochant. |
| Blason de Cavignac | Détails | * Il y a là non-respect de la règle de contrariété des couleurs : ces armes sont fautives (gueules sur azur en 2, et or sur argent en pointe). Différences entre dessin et blasonnement : le blasonnement dit le château "ouvert de sable" ; le dessin le représente hersé de sable et ouvert de gueules. Le blasonnement dit le dauphin "d'azur" ; le dessin le représente oreillé et peautré de gueules.. Officiel, présenté sur le site internet de la commune. |

| Blason de Cénac | Blason  | Écartelé en sautoir : au 1er d'azur à trois verres à pied de sable*, au 2e de gueules à la tour d'or ouverte et maçonnée de sable, au 3e de gueules au lion d'or, au 4e d'azur à la façade d'église d'or ouverte et ajourée de sable sur une terrasse de sinople* ; au sautoir diminué d'argent brochant sur la partition ; sur le tout de sable à la grappe de raisin d'or feuillée de deux pièces de sinople ; le tout sommé d'un chef de pourpre soutenu d'un filet d'or et chargé de trois coquilles du même. |
| Blason de Cénac | Détails | * Il y a là non-respect de la règle de contrariété des couleurs : ces armes sont fautives (sable sur azur)). Le statut officiel du blason reste à déterminer. |

| Blason de Cenon | Blason  | De gueules à la biche saillante d'or, au-dessus d’un burelé ondé, alésé et réduit, d'argent et d'azur de douze pièces mouvant d’un olifant contourné d’or à dextre et failli à senestre au centre de l'écu, et senestrée d'un cyprès de sinople fûté d’or, l'animal et l'arbre posés sur une terrasse isolée de sinople. |
| Blason de Cenon | Détails | * Il y a là non-respect de la règle de contrariété des couleurs : ces armes sont fautives (sinople sur gueules). Officiel, présenté sur le site internet de la commune. |

| Blason de Cestas | Blason  | Écartelé d'or à la hure de sanglier arrachée au naturel, et de sinople à la ruche d'or ouverte de sable, à saint Roch auréolé d'argent tenant un bourdon du même brochant sur la partition. |
| Blason de Cestas | Détails | Officiel, présenté sur le site internet de la commune |

| Blason de Cézac | Blason  | D'or à la bande d'azur chargée en chef et en pointe de deux fleurs de lis d'or posées à plomb, accompagnée de deux palmes de sinople, à l'écusson d'argent chargé d'une feuille de vigne renversée de sinople tigée du même, brochant sur le tout. |
| Blason de Cézac | Détails | Officiel, présenté sur le site internet de la commune,. |

| Blason de Cissac-Médoc | Blason  | D’azur à la fasce de sinople* chargée d’un château fort stylisé d’argent, surmontée d’un léopard d’or, soutenue d’une grappe de raisin de gueules feuillée de deux pièces de sinople ; à la filière d’or. |
| Blason de Cissac-Médoc | Détails | * Il y a là non-respect de la règle de contrariété des couleurs : ces armes sont fautives (sinople sur azur). Officiel, présenté sur le site internet de la commune                                       |

| Blason de Civrac-en-Médoc | Blason  | D'or à la barre d'azur accompagnée en chef d'une grappe de raisin tigée et feuillée, en pointe d'un épi de maïs, celui-ci adextré d'une tige de maïs fleurie et fruitée brochant sur la barre, le tout au naturel. Devise / CriBonum vinum laetificat cor hominis (Le bon vin réjouit le cœur des hommes)' |
| Blason de Civrac-en-Médoc | Détails | Adopté par la municipalité dans les années 1990. |

| Blason de Civrac-sur-Dordogne | Blason  | Écartelé : aux 1er et 4e de gueules au lion d'argent, aux 2e et 3e d'argent à la bande d'azur. Devise / CriSi ell dur, yo fort ; qui est la devise de la maison de Durfort et qui signifie «S'il est dur, moi je suis fort». |
| Blason de Civrac-sur-Dordogne | Détails | Inspiré des armes de la famille de Duras. Adopté par la municipalité. |

| Blason de Cleyrac | Blason  | Parti : au 1er d'azur à un coq d'or, au 2d d'argent à une grappe de raisin de pourpre, feuillée et pamprée au naturel ; au chef ondé de gueules chargé d'un léopard d'or, armé et lampassé d'azur. |
| Blason de Cleyrac | Détails | Le statut officiel du blason reste à déterminer. |

| Blason de Coutras | Blason  | De gueules au puits Henri IV d'argent.           |
| Blason de Coutras | Détails | Le statut officiel du blason reste à déterminer. |

| Blason de Créon | Blason  | Coticé d'argent et d'azur de dix pièces à la bordure d'or. |
| Blason de Créon | Détails | Officiel, présenté sur le site internet de la commune      |

| Blason de Croignon | Blason  | D'azur à la bande de gueules* chargée de trois champignons d'argent posés à plomb, accompagnée en chef, d'une croix latine d'or accostée de deux grappes de raisin de pourpre tigées et feuillées de sinople et en pointe, d'une roue dentée aussi d'or, au chef aussi de gueules* chargé d'un anneau de joug de bœuf (crougnon) de sable. |
| Blason de Croignon | Détails | Armes parlantes (Crougnon / Croignon). * Il y a là non-respect de la règle de contrariété des couleurs : ces armes sont fautives (gueules sur azur)). Officiel, présenté sur le site internet de la commune |

| Blason de Cubzac-les-Ponts | Blason  | Écartelé, au premier d'azur à la muraille ruinée d'or, maçonnée de sable, chargée de feuillages de sinople, mouvant des flancs, ouverte sur une portion de route de gueules bordée d'une haie et de trois arbres de sinople, au deuxième d'azur à la maison d'argent, charpentée de sable, ouverte et ajourée du même, mouvant du flanc senestre, essorée à dextre d'un toit d'une pente de gueules, brochant sur une haie de sinople mouvant du flanc senestre, posée sur une terrasse d'or chargée de buissons de sinople mouvant du flanc senestre, au troisième d'azur à trois ponts rangés en pal et mouvant des flancs, le premier d'argent en poutre droite posé en bande, le second d'argent en poutre droite à treillis de sable posé en barre sur deux piliers d'or, le troisième de quatre arches d'or, maçonné de sable, posé en barre sur une terrasse de sinople, au quatrième d'azur à l'église d'or en demi-profil maçonnée de sable et ajourée de deux portails du même, au clocher essoré de sable et ouvert du même et sommé d'une croisette du même, à la nef essorée de gueules, accostée de deux bouquets d'arbres de sinople mouvant des flancs, le tout sur une terrasse d'or. |
| Blason de Cubzac-les-Ponts | Détails | * Il y a là non-respect de la règle de contrariété des couleurs : ces armes sont fautives (sinople sur azur). Armes parlantes. Officiel, présenté sur le site internet de la commune |

| Blason de Cudos | Blason  | De gueules au portail de l'église du lieu d'argent, ouvert du champ, maçonné de sable, accompagné en chef, de deux coquilles d'or et en pointe, d'une enclume d'argent, au chef d'or chargé d'une tierce de gueules et de l'inscription de sable « CUDOS » brochante. |
| Blason de Cudos | Détails | Présenté à la presse, |

| Blason de Cursan | Blason  | Écartelé de gueules et d'argent, au premier à la façade de l'église du lieu d'argent portillée au naturel, sommée d'une croisette latine de sable, au fronton chargé de deux baies, la plus haute du champ abritant une cloche de sable, la plus basse aussi de sable, au deuxième au pied de vigne arraché au naturel, feuillé de six pièces de sinople, fruité, à dextre, de deux grappes de raisin, l'une d'or sur l'autre de pourpre, et, à senestre, de deux grappes, l'une aussi de pourpre sur l'autre aussi d'or, au troisième au rameau de genêt tigé de sinople et fleuri d'or, posé en bande, soutenu d'une jumelle ondée d'azur, au quatrième au château de quatre tours accolées d'argent, essorées de sable et à trois cheminées aussi d'argent, ouvert aussi de sable ; sur le tout d'or à la croix de sable chargée de six coquilles d'argent. |
| Blason de Cursan | Détails | Officiel, présenté sur le site internet de la commune |

| Blason de Cussac-Fort-Médoc | Blason  | Tranché d’azur à l’écusson écartelé d’azur et d’or timbré d’un heaume empanaché d’argent à visière de sable, taré de front, sommé d’une petite sirène aussi d’argent tenant, de sa dextre, un monde du même croisé aussi de sable et, de sa senestre, une épée du même, soutenu d’un listel courbé chargé de l’inscription EN DIEU EST MON DESIR en lettres capitales de sable ; et de sinople à la grappe de raisin de pourpre, à la tige au naturel en barre, feuillée de deux pièces du champ ; au filet d’or brochant sur la partition. |
| Blason de Cussac-Fort-Médoc | Détails | * Il y a là non-respect de la règle de contrariété des couleurs : ces armes sont fautives (pourpre sur sinople). Sur le site de la commune on trouve ce texte : "La devise de cette noble famille était "En Dieu est mon espoir", citation que nous retrouvons sur l'ancien blason de CUSSAC." Le blason ici dessiné comportant cette devise n'est donc pas le blason actuel. |

Pas d'information pour les communes suivantes : Cabara, Camiran, Camps-sur-l'Isle, Caplong, Cardan (Gironde), Cars (Gironde), Casseuil, Castelviel, Castets et Castillon, Caumont (Gironde), Cauvignac, Cazalis (Gironde), Cazats, Cazaugitat, Cérons, Cessac, Chamadelle, Civrac-de-Blaye, Coimères, Coirac, Comps (Gironde), Coubeyrac, Couquèques, Courpiac, Cours-de-Monségur, Cours-les-Bains, Coutures (Gironde), Cubnezais.
- Haut – A
- B
- C
- D
- E
- F
- G
- H
- I
- J
- K
- L
- M
- N
- O
- P
- Q
- R
- S
- T
- U
- V
- W
- X
- Y
- Z

## D
| Blason de Dardenac | Blason  | Écartelé : au 1er d'azur à trois pattes de griffon d'or armées de sable, au 2e d'argent au chevron d'azur accompagné de trois molettes de gueules, au 3e d'or à la guivre d'argent* engoulant un enfant de carnation, au 4e d'azur à cinq étoiles d'or ordonnées en sautoir. |
| Blason de Dardenac | Détails | * Il y a là non-respect de la règle de contrariété des couleurs : ces armes sont fautives (argent sur or). Le statut officiel du blason reste à déterminer. |

Pas d'information pour les communes suivantes : Daignac, Daubèze, Dieulivol, Donnezac, Donzac (Gironde), Doulezon.
- Haut – A
- B
- C
- D
- E
- F
- G
- H
- I
- J
- K
- L
- M
- N
- O
- P
- Q
- R
- S
- T
- U
- V
- W
- X
- Y
- Z

## E
| Blason de Espiet | Blason  | D’or à la bande de gueules chargée de trois coquilles d’argent accompagnée, en chef, d’une branche d’aubépine tigée de sable, feuillée de sinople, fleurie aussi d’argent et fruité aussi de gueules et en pointe d’un moulin d’argent ouvert, ajouré et essoré de gueules en demi profil, la roue de sable à dextre sur trois filets alésés ondés d’azur s’échappant en s’évasant vers la pointe. |
| Blason de Espiet | Détails | Le statut officiel du blason reste à déterminer. |

| Blason de Eysines | Blason  | De gueules à la main de justice d'or accostée, à dextre, de trois croissants adossés d'argent posés en pairle renversé et, à senestre, d'une croisette de Malte du même, au chef soutenu d'une divise ondée aussi d'argent, parti au premier d'azur aux trois fleurs de lys d'or, et au second de gueules au léopard d'or. |
| Blason de Eysines | Détails | Le statut officiel du blason reste à déterminer. |

Pas d'information pour les communes suivantes : Les Églisottes-et-Chalaures, Escaudes, Escoussans, Les Esseintes, Étauliers, Eynesse, Eyrans.
- Haut – A
- B
- C
- D
- E
- F
- G
- H
- I
- J
- K
- L
- M
- N
- O
- P
- Q
- R
- S
- T
- U
- V
- W
- X
- Y
- Z

## F
| Blason de Fargues-Saint-Hilaire | Blason  | Tranché d'or d'azur, à la corne d'abondance d'argent posée en pal, la pointe en bas, remplie d'épis de blé et de grappes de raisin et tenue par deux chérubins agenouillés, le tout au naturel et brochant. |
| Blason de Fargues-Saint-Hilaire | Détails | Le statut officiel du blason reste à déterminer. |

| Blason de Flaujagues | Blason  | D'or à la nef de sable, au chef d'azur chargé d'une tierce ondée d'argent. |
| Blason de Flaujagues | Détails | Le statut officiel du blason reste à déterminer.                           |

| Blason de Floirac | Blason  | De gueules à la bande de sable* chargée de trois abeilles d'or, accompagnée en chef d'une comète du même en bande et, en pointe, d'une roue dentée du même.     |
| Blason de Floirac | Détails | * Il y a là non-respect de la règle de contrariété des couleurs : ces armes sont fautives (sable sur gueules). Le statut officiel du blason reste à déterminer. |

| Blason de Francs | Blason  | Écartelé : au 1er d'or au chevron d'azur accompagné de trois étoiles de gueules, au 2e d'azur à trois pattes d'aigle contournées d'or, au 3e d'azur à sept besants d'or, 3, 2 et 2, et à la bordure de gueules*, au 4e d'or à une couleuvre contournée de sinople, ondoyant en pal, couronnée et languée de gueules. |
| Blason de Francs | Détails | * Il y a là non-respect de la règle de contrariété des couleurs : ces armes sont fautives (gueules sur azur). Le statut officiel du blason reste à déterminer. |

| Blason de Fronsac | Blason  | D'azur à trois demi-pals d'or mouvant du chef.   |
| Blason de Fronsac | Détails | Le statut officiel du blason reste à déterminer. |

Pas d'information pour les communes suivantes : Faleyras, Fargues (Gironde), Le Fieu, Floudès, Fontet, Fossès-et-Baleyssac, Fours (Gironde) , Frontenac (Gironde).
- Haut – A
- B
- C
- D
- E
- F
- G
- H
- I
- J
- K
- L
- M
- N
- O
- P
- Q
- R
- S
- T
- U
- V
- W
- X
- Y
- Z

## G
| Blason de Gensac | Blason  | De gueules à une serre d’aigle d’argent contournée en bande, à la filière du même. |
| Blason de Gensac | Détails | Le statut officiel du blason reste à déterminer.                                   |

| Blason de Gradignan | Blason  | Parti d'argent à la fasce ondée d'azur accompagnée de trois coquilles de sable, et d'or à une tour de gueules ouverte et ajourée du champ, maçonnée de sable, le tout sommé d'un chef de gueules chargé d'un léopard d'or armé et lampassé d'azur. |
| Blason de Gradignan | Détails | Le statut officiel du blason reste à déterminer. |

| Blason de Grayan-et-l'Hôpital | Blason  | Écartelé : au 1er coupé ondé d'azur à la fasce abaissée ondée d'or surmontée d'un soleil non figuré du même, et d'or plain, au 2e d'or à deux bourdons de pèlerin de pourpre passés en sautoir avec leurs gourdes attachées, au 3e d'or à la coquille de gueules, au 4e parti de sinople au rencontre de cerf d'or et d'or au pin de sinople ; sur le tout de gueules à la croix pattée d'argent. |
| Blason de Grayan-et-l'Hôpital | Détails | La croix pattée représente les Hospitaliers de l'ordre de Saint-Jean de Jérusalem qui fondèrent au XIIe siècle l'Hôpital (La croix pattée n'a jamais représentée les Hospitaliers mais les Templiers). Le 1er représente la vocation touristique de la commune avec la plage, le soleil et la mer. Le 2e rappelle que la commune était un lieu de repos pour les pèlerins en route vers Saint-Jacques-de-Compostelle qui est rappelé dans le 3e. Enfin, le 4e renvoie à la vocation sylvicole de la commune ainsi que sa richesse en gros gibier. Création de M. Hamon et Frédéric Luz enregistrée le 20 avril 1992. |

| Blason de Grignols | Blason  | D'azur à un château de quatre tours d'or essoré de gueules sur une terrasse de sinople, surmonté d'un lézard d'or, au chef d'or chargé de trois barres de gueules.  |
| Blason de Grignols | Détails | * Il y a là non-respect de la règle de contrariété des couleurs : ces armes sont fautives (sinople sur azur). Officiel, présenté sur le site internet de la commune |

| Blason de Guillac | Blason  | De gueules au lion surmonté à senestre d’un croissant du même ; chapé d’azur*, à dextre au pied de vigne feuillé d’une pièce d’or à la grappe de raisin de gueules vrillée aussi d’or et à senestre à la Sainte Vierge portant l’enfant Jésus du même. |
| Blason de Guillac | Détails | * Il y a là non-respect de la règle de contrariété des couleurs : ces armes sont fautives (azur sur gueules). Le statut officiel du blason reste à déterminer.                                                                                         |

| Blason de Guillos | Blason  | Écartelé de gueules à quatre pals d'or, à la bordure de sable chargée de douze besants d'argent, et d'argent à la croix de gueules chargée de cinq étoiles d'or ; sur le tout, d'azur au lion d'or à la queue léopardée armé et lampassé de gueules. |
| Blason de Guillos | Détails | La commune ayant fait partie de la commune de Landiras-et-Guillos jusqu'en 1850, Guillos partage ce blason avec la commune de Landiras. Officiel, présenté sur le site internet de la commune.                                                       |

| Blason de Guîtres | Blason  | D’azur au puits de Beliste dit Henry IV, recouvert en dôme d'argent, maçonné de sable et ouvert du champ, posé sur une terrasse de gueules*.                    |
| Blason de Guîtres | Détails | * Il y a là non-respect de la règle de contrariété des couleurs : ces armes sont fautives (gueules sur azur)). Le statut officiel du blason reste à déterminer. |

| Blason de Gujan-Mestras | Blason  | Taillé de sinople à la coccinelle au naturel, et de sable au voilier de gueules* habillé d'argent et flammé aussi de gueules voguant à dextre sur une mer d'azur*, surmontée à senestre d'un pin maritime de sinople* sur une terrasse isolée d'or ; à la cotice en barre d'or brochant sur la partition ; le tout sommé d'un chef de sable chargé de trois huîtres d'or posées en bande, en pal et en barre. |
| Blason de Gujan-Mestras | Détails | * Il y a là non-respect de la règle de contrariété des couleurs : ces armes sont fautives (gueules, azur et sinople sur sable). Le statut officiel du blason reste à déterminer. |

Pas d'information pour les communes suivantes : Gabarnac, Gaillan-en-Médoc, Gajac, Galgon, Gans, Gardegan-et-Tourtirac, Gauriac, Gauriaguet, Générac (Gironde), Génissac, Gironde-sur-Dropt, Giscos, Gornac, Goualade, Gours, Grézillac.
- Haut – A
- B
- C
- D
- E
- F
- G
- H
- I
- J
- K
- L
- M
- N
- O
- P
- Q
- R
- S
- T
- U
- V
- W
- X
- Y
- Z

## H
| Blason de Haillan (Le) | Blason  | Écartelé : au 1er d'azur au mouton passant d'or, au chef d'or chargé de deux quintefeuilles de gueules, au 2e d'argent à sept losanges de gueules, 3, 3 et 1, au 3e d'or à l'aigle de sable à la tête de gueules, au 4e d'azur au léopard lionné d'argent, armé lampassé et couronné d'or, accosté de deux vergettes alésées en pointe d'or, soutenant celle de dextre. |
| Blason de Haillan (Le) | Détails | Le statut officiel du blason reste à déterminer. |

| Blason de Haux | Blason  | Écartelé, au premier de gueules à la façade de l'église du lieu d'argent ouvert et ajouré de sable, au second d'azur au gland d'or en barre feuillé d'une pièce du même, au troisième d'azur à la grappe de raisin d'or, au quatrième d'or au fer de moulin de gueules posé en barre ; le tout sommé d'un chef d'or chargé d'un léopard de gueules. |
| Blason de Haux | Détails | Officiel, présent sur le site internet de la commune, créé en 1995 par les élèves de l’école. |

| Blason de Hourtin | Blason  | Écartelé : au 1) de gueules au hapchot (outil de gemmeur) d’argent au 2) d’or à l’ancre de sable avec sa gumène du même, au 3) d’or au lion à la queue léopardée de sable, au 4) de gueules au voilier d’argent vu de front. |
| Blason de Hourtin | Détails | Le statut officiel du blason reste à déterminer. |

Pas d'information pour les communes suivantes : Hostens, Hure (Gironde).
- Haut – A
- B
- C
- D
- E
- F
- G
- H
- I
- J
- K
- L
- M
- N
- O
- P
- Q
- R
- S
- T
- U
- V
- W
- X
- Y
- Z

## I
| Blason de Illats | Blason  | D'or à la façade de l'église du lieu d'azur sommée d'une croisette du même, ajourée et maçonnée de sable, ouverte du champ, accostée de deux pins maritimes au naturel, au chef de gueules chargé d'un gril d'argent et de sable, la poignée à senestre, accosté de deux grappes de raisin de pourpre. |
| Blason de Illats | Détails | Le statut officiel du blason reste à déterminer. |

| Blason de Isle-Saint-Georges | Blason  | De gueules au château d'argent ouvert et maçonné de sable sur une île du même émergeant d'une mer d'or chargée d'un esturgeon du champ courbé vers la pointe, ledit château surmonté d'une grappe de raisin de pourpre tigée et vrillée aussi de sable. |
| Blason de Isle-Saint-Georges | Détails | Officiel, présenté sur le site officiel de la commune, concepteur O.Coussillan, 1979 |

| Blason de Izon | Blason  | Écartelé en sautoir : au 1) de gueules au cep de vigne feuillé, vrillé et fruité de trois grappes d’argent, mouvant de la pointe, tortillé sur son échalas du même, au 2) d’azur au portail de chapelle d’argent portillée et maçonnée de sable au 3) d’azur à la tour d’argent ouverte et maçonnée de sable, au 4) de gueules au voilier d’argent, équipé de sable, habillé et flammé aussi d’argent, sur des ondes isolées du même. |
| Blason de Izon | Détails | Le statut officiel du blason reste à déterminer. |

- Haut – A
- B
- C
- D
- E
- F
- G
- H
- I
- J
- K
- L
- M
- N
- O
- P
- Q
- R
- S
- T
- U
- V
- W
- X
- Y
- Z

## J
| Blason de Jau-Dignac-et-Loirac | Blason  | D’argent au phare constitué d’une bâtisse de gueules ouverte et ajourée d’acier au naturel, essorée d’or, et d’une tour aussi de gueules ajourée de sable, sommé d’une lanterne du champ mouvant du chef, aux buissons de sinople chargeant le bâtiment en pointe, le tout soutenu d’une crevette contournée de gueules posée en fasce, à la grappe de raisin de pourpre feuillée de sinople brochant en abîme, à la filière soudée aussi d’or*. |
| Blason de Jau-Dignac-et-Loirac | Détails | * Ces armes emploient le terme « cousu » dans le seul but de contrevenir à la règle de contrariété des couleurs : elles sont fautives (or sur argent). Le statut officiel du blason reste à déterminer. |

Pas d'information pour les communes suivantes : Jugazan, Juillac (Gironde).
- Haut – A
- B
- C
- D
- E
- F
- G
- H
- I
- J
- K
- L
- M
- N
- O
- P
- Q
- R
- S
- T
- U
- V
- W
- X
- Y
- Z

## L
| Blason de Labarde | Blason  | De gueules à la grappe de raisin tigée et feuillée d’une pièce d’argent, vrillée de sable, à l'alouette essorante d’or brochant à senestre. |
| Blason de Labarde | Détails | Officiel, présent sur la page de présentation de la commune.                                                                                |

| Blason de Labescau | Blason  | Tiercé en pairle renversé : au 1er de gueules à la volute de crosse d'argent, au 2e d'azur à la gerbe de blé d'or liée de gueules, au 3e d'or au loup passant de sable lampassé de gueules.                                                                                                 |
| Blason de Labescau | Détails | La crosse d' évêque évoque le nom de la commune (Labescau signifiant « la maison de l'évêque »), le loup est repris des armes de la famille De Loupiac et le blé évoque la vocation agricole de la commune. Création de Jean-François Binon adoptée par la municipalité le 10 février 2016. |

| Blason de Lacanau | Blason  | De gueules au soleil non figuré d'or soutenu d'une mouette contournée, volante d'argent, accosté de deux pins d'or, à la champagne fascée ondée d'argent et d'azur de quatre pièces. |
| Blason de Lacanau | Détails | Le statut officiel du blason reste à déterminer. |

| Blason de Lalande-de-Pomerol | Blason  | Parti: au 1 d'azur à la croix de Malte d'or vidée du champ et à un tourteau de gueules chargé d'une coquille d'argent brochant sur le tout ; au 2 d'or à une grappe de raisin de pourpre, tigée de tenné et feuillée de sinople; le tout au chef de gueules chargé d'un léopard d'or armé et lampassé d'azur. |
| Blason de Lalande-de-Pomerol | Détails | Créé par JF Binon. Adopté en 2015. |

| Blason de Lamarque | Blason  | D’azur au chevron d’or.                          |
| Blason de Lamarque | Détails | Le statut officiel du blason reste à déterminer. |

| Blason de Lamothe-Landerron | Blason  | De gueules à deux masses de billard d'argent posées en chevron, les extrémités passées en sautoir, accompagnées de trois rencontres de biche [?] du même. |
| Blason de Lamothe-Landerron | Détails | Le statut officiel du blason reste à déterminer. |

| Blason de Landerrouet-sur-Ségur | Blason  | D'or au lion de gueules; chapé ployé d'azur chargé à dextre d'un agneau arrêté et contourné d'argent et à senestre d'une grappe de raisin tigée et feuillée du même; le tout au comble d'or chargé des inscriptions « LANDERROUET » et « SUR SEGUR » en lettres capitales de sable, l'une au-dessus de l'autre. |
| Blason de Landerrouet-sur-Ségur | Détails | Blason confirmé par la mairie. |

| Blason de Landiras | Blason  | Écartelé, au premier et au quatrième de gueules aux quatre pals d'or, à la bordure de sable chargée de douze besants d'argent, au deuxième et au troisième d'argent à la croix de gueules chargée de cinq étoiles d'or ; sur le tout, d'azur au lion d'or à la queue léopardée armé et lampassé de gueules. |
| Blason de Landiras | Détails | Le statut officiel du blason reste à déterminer. |

| Blason de Langoiran | Blason  | Parti : au 1) de gueules au lion à la queue léopardée d’or, au 2) coupé au I d’or aux deux talloirs (doloires) de sable passées en sautoir et au II d’azur à la proue de gabarre de gueules à l’étrave d’or et aux bords du même chargé chacun de cinq clous aussi de gueules voguant sur une mer de sable*. |
| Blason de Langoiran | Détails | * Il y a là non-respect de la règle de contrariété des couleurs : ces armes sont fautives (gueules et sable sur azur)). Le statut officiel du blason reste à déterminer. |

| Blason de Langon | Blason  | D'or aux trois pals de gueules.                  |
| Blason de Langon | Détails | Le statut officiel du blason reste à déterminer. |

| Blason de Lansac | Blason  | Écartelé au 1) de gueules au lion d’or, au 2) et au 3) vairé d’or et d’azur, au 4) de gueules plain. |
| Blason de Lansac | Détails | Le statut officiel du blason reste à déterminer.                                                     |

| Blason de Lanton | Blason  | Taillé, au premier de gueules à la faux d'or, le fer tourné vers senestre, au second d'azur à l'ancre d'abordage d'argent ; à la cotice en barre d'argent brochant sur la partition ; au pin parasol au naturel brochant sur le tout. |
| Blason de Lanton | Détails | Officiel, présent sur le site officiel de la commune |

| Blason de Lapouyade | Blason  | Écartelé de gueules et de sinople, au premier au pin maritime d'or, au deuxième à deux épis tigés, feuillés et empoignés d'or, au troisième au rencontre de bœuf d'or, au quatrième à la grappe de raisin tigée d'or. |
| Blason de Lapouyade | Détails | Officiel, présent sur le site officiel de la commune |

| Blason de Laruscade | Blason  | Parti : au 1er d'azur à un pin maritime coupé d'or, au 2d d'argent à une grappe de raisin de pourpre feuillée de sinople ; à une crosse de sable brochant sur la partition ; le tout au chef de gueules papelonné d'or. |
| Blason de Laruscade | Détails | Le statut officiel du blason reste à déterminer. |

| Blason de Latresne | Blason  | Écartelé au 1) de gueules au lion d’argent ; au 2) d’azur au château couvert de deux tours couvertes aussi, la tour dextre girouettée, le tout d’argent maçonnée de sable, accompagné de trois grappes de raisin d’or mal ordonnées ; au 3) d’azur au voilier d’argent sur une mer du même accompagné en chef à dextre d’un croissant d’or ; au 4) d’azur au chevron d’or accompagné de trois étoiles du même, au chef de gueules chargé d’une salamandre aussi d’or soutenu d'une divise du même. |
| Blason de Latresne | Détails | Le statut officiel du blason reste à déterminer. |

| Blason de Lège-Cap-Ferret | Blason  | De gueules à la chèvre d'or surmontée en chef de trois besants du même rangés en fasce. |
| Blason de Lège-Cap-Ferret | Détails | Le statut officiel du blason reste à déterminer.                                        |

| Blason de Léogeats | Blason  | Parti de 1, coupé de 1 enclavé de 3 pièces: au 1 de gueules à saint Christophe portant l'enfant Jésus d'or, au 2 d'argent à un chêne de sinople, au 3 d'argent à trois fasces ondées d'azur, au 4 de sinople à une cabane en bois d'or. |
| Blason de Léogeats | Détails | Adopté le 12 février 2024 Auteur(s)J.-F. Binon |

| Blason de Léognan | Blason  | Coupé, au premier de gueules aux deux pommes de pin d'argent sur une tige feuillée d'aiguilles de sinople, senestrées de deux grappes de raisin sur la même tige aussi d'argent, celle de dextre d'or et celle de senestre de pourpre, au second d'azur aux deux crosses d'or passées en sautoir, à l'étoile d'argent brochant sur la partition. |
| Blason de Léognan | Détails | Le statut officiel du blason reste à déterminer. |

| Blason de Lesparre-Médoc | Blason  | Parti, au premier d'azur au lion d'or, au second losangé d'argent et de sable. |
| Blason de Lesparre-Médoc | Détails | Officiel, présent sur le site officiel de la commune                           |

| Blason de Lestiac-sur-Garonne | Blason  | Écartelé au 1) d’azur à la grappe de raisin feuillée d’une pièce d’or vrillé et tigée en bande de sable, au 2) d’argent à la gabarre contournée d’or équipée de sable sur une rivière aussi d’argent mouvant de la pointe, au 3) d’azur à la nappe cousue de sable mouvant de la pointe et du flanc dextre chargée de trois poissons contournés d’argent de taille décroissante rangés en bande, au 4) losangé d’or et de gueules à la ferronnerie du chef du portail d’argent du château de Marsan ; le tout enfermé dans une filière d’argent. |
| Blason de Lestiac-sur-Garonne | Détails | * Il y a là non-respect de la règle de contrariété des couleurs : ces armes sont fautives (sable sur azur et or sur argent). Différences entre dessin et blasonnement : losangé. Le statut officiel du blason reste à déterminer. |

| Blason de Libourne | Blason  | D'azur au vaisseau équipé d'argent, les voiles ferlées, voguant sur des ondes du même mouvant de la pointe, les trois mâts sommés chacun d'une fleur de lys d'or, les ondes chargées d'un croissant de sable. Devise / CriInsula Liburnium Duranius (Libourne entre l'Isle et la Dordogne) |
| Blason de Libourne | Détails | Officiel, présent sur le site officiel de la commune |

| Blason de Ligueux | Blason  | D'azur à la bande cousue de gueules chargée d'un lion d'or, armé, couronné et lampassé d'azur, brochant en partie sur celle-ci, ledit lion accosté de six étoiles du même trois de chaque côtés rangés en bande, la bande accompagnée en chef de deux grappes de raisins rangées en barre, celle du chef d'or brochant sur celle de la pointe de pourpre, tigées et feuillées de sinople et, en pointe, d'un bouquet de trois jonquilles au naturel. |
| Blason de Ligueux | Détails | * Il y a là non-respect de la règle de contrariété des couleurs : ces armes sont fautives (gueules sur azur). Le statut officiel du blason reste à déterminer. |

| Blason de Lignan-de-Bordeaux | Blason  | Taillé, au premier de sinople au château d'argent composé d'une tour centrale, flanquée de deux corps de logis accompagnés de deux autres plus petits brochant et flanqués de deux tourelles, les tours girouettées et le tout couvert du même, au second de gueules au lion d'or ; aux deux fleurs de lys parties d'or et d'argent posées en barre brochant, en chef et en pointe, sur la partition, celle en pointe accostée de deux grappes de raisin tigées et vrillées rangées en bande, l'une d'or en chef à dextre et l'autre d'argent en pointe. |
| Blason de Lignan-de-Bordeaux | Détails | Le statut officiel du blason reste à déterminer. |

| Blason de Lormont | Blason  | Écartelé, au premier d'azur à la nef équipée et habillée d'argent, au deuxième d'orangé au pont d'Aquitaine d'argent en perspective fuyante vers senestre, au troisième d'orangé au rameau de laurier d'argent arqué vers dextre, au quatrième d'azur à la coquille d'argent. |
| Blason de Lormont | Détails | Écu anglais Officiel, présent sur le site officiel de la commune |

| Blason de Loupes | Blason  | Écartelé d'or et de gueules, au premier aux trois loups au naturel, armés et lampassés de gueules, allumés du champ, dentés de sable, passant l'un sur l'autre, au deuxième aux deux grappes de raisin, celle de dextre d'or, celle de senestre de pourpre, tigées et feuillées de sinople, au troisième à la façade de l'église du lieu d'argent, maçonnée et ouverte de sable, ajourée de deux baies du champ, celle de senestre abritant une cloche de sable, au quatrième aux cinq arbres de sinople ordonnés en sautoir. |
| Blason de Loupes | Détails | * Il y a là non-respect de la règle de contrariété des couleurs : ces armes sont fautives (pourpre et sinople sur gueules). Armes parlantes. Officiel, présent sur la page de présentation de la commune sur le site officiel de la Communauté de communes du Créonnais |

| Blason de Ludon-Médoc | Blason  | Écartelé : au 1er d'argent au château de gueules flanqué de deux tourelles girouettées du même, ouvert, ajouré et maçonné de sable, au 2e de sinople à la vache d'or, colletée et clarinée de gueules, au 3e de sinople au cep de vigne d'or, sur son échalas du même et fruité de cinq pièces de gueules, trois à dextre et deux à senestre, au 4e d'argent au fût de canon de gueules posé en pal ; sur le tout, d'azur à la fleur de lys d'or et à la bordure d'argent. |
| Blason de Ludon-Médoc | Détails | Création de Yan de Siber adoptée par la municipalité en 1975. |

| Blason de Lugaignac | Blason  | Parti : au 1er d'azur à une épée basse d'argent posée en bande et supportant un manteau d'or, au 2d d'argent à une grappe de raisin de pourpre, feuillée et pamprée au naturel ; le tout sommé d'un chef de gueules chargé d'un léopard d'or armé et lampassé d'azur. |
| Blason de Lugaignac | Détails | Adopté. |

| Blason de Lugon-et-l'Île-du-Carnay | Blason  | D’or à la grappe de raisin tigée de gueules, feuillée, à dextre de deux pièces de sinople, à la rivière en fasce ondée d’azur brochant sur le tout. |
| Blason de Lugon-et-l'Île-du-Carnay | Détails | Le statut officiel du blason reste à déterminer. |

| Blason de Lugos | Blason  | Écartelé: au 1er d'azur à deux bâtons de pèlerin d'or posés en chevron et accompagnés en pointe d'une coquille d'argent, au 2e coupé, au I d'argent à l'écusson de sinople à l'épée basse d'argent, la garde brochant sur un vol du même, l'écu accosté de deux têtes de bélier de sable affrontées et coupées virgulées, au II de gueules à l'église du lieu d'argent terrassée du même, au 3e de gueules au pin terrassé d'argent, au cerf passant d'or brochant sur le fût et au soleil couchant du même, au 4e d'azur au puits de pompage de pétrole d'argent sur une terrasse du même, accompagné en chef dextre d'une flamme d'argent. |
| Blason de Lugos | Détails | Le statut officiel du blason reste à déterminer. |

| Blason de Lussac | Blason  | D’or aux trois perdrix au naturel.               |
| Blason de Lussac | Détails | Le statut officiel du blason reste à déterminer. |

Pas d'information pour les communes suivantes : Ladaux, Lados, Lagorce (Gironde), La Lande-de-Fronsac, Landerrouat, Laroque (Gironde), Lartigue (Gironde), Lavazan, Lerm-et-Musset, Les Lèves-et-Thoumeyragues, Lignan-de-Bazas, Listrac-de-Durèze, Listrac-Médoc, Loubens (Gironde), Louchats, Loupiac (Gironde), Loupiac-de-la-Réole, Lucmau, Lugasson.
- Haut – A
- B
- C
- D
- E
- F
- G
- H
- I
- J
- K
- L
- M
- N
- O
- P
- Q
- R
- S
- T
- U
- V
- W
- X
- Y
- Z

## M
| Blason de Macau | Blason  | Taillé, au premier d’azur à la nef équipée et habillée d’argent voguant sur une rivière de trois filets ondés de sable, au deuxième de sable à l’église du lieu d’argent ajourée du champ ; à la barre d’or brochant sur la partition et chargée en abîme d’un artichaut de sinople accompagné, en chef et en pointe, de deux grappes de raisin de gueules tigées et vrillées de sable, le tout posé à plomb. |
| Blason de Macau | Détails | * Il y a là non-respect de la règle de contrariété des couleurs : ces armes sont fautives (sable sur azur). Le statut officiel du blason reste à déterminer. |

| Blason de Madirac | Blason  | D'argent à la bande d'azur accompagnée, en chef, d'un arbre arraché de sinople et, en pointe, d'une grappe de raisin de gueules tigée et feuillée aussi de sinople et vrillée de sable, posée en bande, au chef d'or chargé d'un sanglier aussi de sable allumé et défendu du champ. |
| Blason de Madirac | Détails | * Il y a là non-respect de la règle de contrariété des couleurs : ces armes sont fautives (or sur argent). Le statut officiel du blason reste à déterminer. |

| Blason à dessiner | Blason  | D'argent à l'ombre d'un pampre de vigne de sable, posé en bande d'un flanc à l'autre; à la barre d'argent brochante et chargée de l'inscription « MARANSIN » en lettres capitales de sable; à quatre grappes de raisin de pourpre brochant dans chaque canton. |
| Blason à dessiner | Détails | blason non confirmé |

| Blason de Marcenais | Blason  | Parti-coupé ondé: au 1 de sinople à une locomotive à vapeur sur ses rails alésés d'or, au 2 d'argent à la croix pattée et alésée de gueules, au 3 d'argent à un chêne au naturel, au 4 d'azur à un moulin à eau d'argent, ajouré de sable, essoré de gueules et équipé de sa roue du même; le tout au comble d'or chargé de l'inscription MARCENAIS en capitales de sable |
| Blason de Marcenais | Détails | Créé par JF Binon. Adopté 2022. |

| Blason de Marcheprime | Blason  | D’azur à la vergette d’or accompagnée à dextre d’un pin arraché de sinople, flanqué à dextre d'un pot à résine d'argent, brochant sur une cornue gouttant du même et à senestre d’une crosse de fougère de sinople surmontée de deux moutons d’argent passant l’un au-dessus de l’autre, au chef de gueules chargé d’une coquille d’or et soutenu d’une divise componée d'or et de sinople de quinze pièces. |
| Blason de Marcheprime | Détails | * Il y a là non-respect de la règle de contrariété des couleurs : ces armes sont fautives (sinople sur azur). Officiel, présent sur le site internet de la commune |

| Blason de Margaux | Blason  | Tiercé en pairle renversé : au premier de gueules au léopard contourné d'or en barre, au second d'argent à la fleur de lys soudée d'or, au troisième losangé de gueules et d'argent à la rose au naturel d'argent soutenue de cinq têtes de diamant du même rangées en fasce, le tout brochant ; au chevronnel d'azur brochant sur la partition. |
| Blason de Margaux | Détails | * Il y a là non-respect de la règle de contrariété des couleurs : ces armes sont fautives (or sur argent). Le statut officiel du blason reste à déterminer. |

| Blason de Martignas-sur-Jalle | Blason  | Parti au 1, de sinople à l'épi de maïs d'or ; au 2, d'or au pot de résine de sable ouvert d'argent. Au chef de gueules chargé d'un mouton d'argent passant à dextre. |
| Blason de Martignas-sur-Jalle | Détails | Officiel, présent sur le site internet de la commune |

| Blason de Martillac | Blason  | Écartelé au 1) d’azur aux trois fasces d’argent, à la croix potencée de gueules brochant sur le tout, au 2) de gueules à la tour d’argent ouverte du champ et maçonnée de sable, au 3) de gueules au château couvert en croupe d’argent, flanqué de deux tours couvertes girouettées du même, posé sur une terrasse d’or et surmonté d’une grappe de raisin du même, au 4) d’azur au chêne arraché d’argent, le tronc accosté de deux brins de muguet du même. |
| Blason de Martillac | Détails | Le statut officiel du blason reste à déterminer. |

| Blason de Mauriac | Blason  | D’or à la tête de maure de sable tortillée d’argent.                      |
| Blason de Mauriac | Détails | Armes parlantes. (maure) Le statut officiel du blason reste à déterminer. |

| Blason de Mérignac | Blason  | D'azur à la tour d'argent ouverte de gueules, à la barre du même brochant sur le tout. |
| Blason de Mérignac | Détails | Le statut officiel du blason reste à déterminer.                                       |

| Blason de Mios | Blason  | D'azur à l'écureuil assis d'or rongeant une noisette du même, au chef cousu de gueules chargé de trois coquilles aussi d'or.                                   |
| Blason de Mios | Détails | * Il y a là non-respect de la règle de contrariété des couleurs : ces armes sont fautives (gueules sur azur). Le statut officiel du blason reste à déterminer. |

| Blason de Monségur (Gironde) | Blason  | Parti, au 1er de gueules à un arbre d'abondance d'argent de six branches, 2, 2 et 2, ployées et fruitées chacune d'une pièce d'or, posé sur un mont isolé du même ; au 2e d'azur à une porte fortifiée de deux tours d'argent, ouverte du champ, surmontée de la lettre L d'or, accompagnée en chef de trois fleurs de lis mal ordonnées du même et en pointe d'un croissant d'argent. |
| Blason de Monségur (Gironde) | Détails | Le statut officiel du blason reste à déterminer. |

| Blason de Montagne | Blason  | Écartelé au 1) d’azur au cep de vigne de sable fruité du même et feuillé de sinople sur un tertre du même, au 2) de gueules à la tour d’or ouverte, ajourée et maçonnée de sable, au 3) de sable au lion contourné à la queue léopardée d’or, au 4) d’azur à la crosse contournée d’or en barre, mouvant de l’angle dextre de la pointe, la volute ornée d’argent et le bâton virolé de gueules. |
| Blason de Montagne | Détails | * Il y a là non-respect de la règle de contrariété des couleurs : ces armes sont fautives (sable et sinople sur azur). Le statut officiel du blason reste à déterminer. |

| Blason de Montussan | Blason  | Parti d’or à un cheval et son cavalier sur une terrasse isolée, le tout de sable, brochant sur une plume d’argent* posée en pal ; et de gueules à trois grappes de raisin rangées en pal et posées en barre, celle du centre d’or les deux autres de pourpre ; au pal d'orangé couvert d’une voie pavée en ombre du même brochant sur la partition.                                             |
| Blason de Montussan | Détails | * Il y a là non-respect de la règle de contrariété des couleurs : ces armes sont fautives (argent sur or et pourpre sur gueules). L'Armorial des communes de France considère ce blason comme un pseudo-blason du fait d'un pal supposément brochant l'écu. Ce n'est pas possible en héraldique, aussi une version corrigée est présentée ici. Le statut officiel du blason reste à déterminer. |

Pas d'information pour les communes suivantes : Margaux-Cantenac, Margueron, Marimbault, Marions, Marsas (Gironde), Martres (Gironde), Masseilles, Massugas, Mazères (Gironde), Mazion, Mérignas, Mesterrieux, Mombrier, Monprimblanc, Mongauzy, Montagoudin, Montignac (Gironde), Morizès, Mouillac (Gironde), Mouliets-et-Villemartin, Moulis-en-Médoc, Moulon (Gironde), Mourens.
- Haut – A
- B
- C
- D
- E
- F
- G
- H
- I
- J
- K
- L
- M
- N
- O
- P
- Q
- R
- S
- T
- U
- V
- W
- X
- Y
- Z

## N
| Blason de Naujan-et-Postiac | Blason  | Écartelé en sautoir : au premier de gueules à la cloche d’or, au deuxième d’azur à la roue de moulin d’argent issant d’une rivière de six filets ondés alésés de sable décroissant vers la pointe en chevron renversé, au troisième d’azur à la tour portillée d’argent maçonnée de sable, au quatrième de sable au cep de vigne feuillé d’or, fruité de trois grappes de raisin de gueules, tortillé sur son échalas aussi d’or. |
| Blason de Naujan-et-Postiac | Détails | Officiel, présenté sur le site internet de la commune |

| Blason de Noaillan | Blason  | Parti: au 1er de gueules à la tresse d'ail d'argent en pal soutenue d'un sabot du même, au 2e de sinople au pin maritime avec son pot de gemme d'or accompagné en pointe d'une tierce ondée du même; le tout sommé d'un chef d'argent chargé d'un château de trois tours d'azur, maçonné, ouvert et ajouré de sable. |
| Blason de Noaillan | Détails | Validé par le Conseil Français d'Héraldique le 24 octobre 2020. |

Pas d'information pour les communes suivantes : Naujac-sur-Mer, Néac, Nérigean, Neuffons, Le Nizan, Noaillac.
- Haut – A
- B
- C
- D
- E
- F
- G
- H
- I
- J
- K
- L
- M
- N
- O
- P
- Q
- R
- S
- T
- U
- V
- W
- X
- Y
- Z

## 0
Pas d'information pour les communes suivantes : Omet, Ordonnac, Origne.

## P
| Blason de Paillet | Blason  | Parti : au 1) coupé au I) d’or à un fer de moulin de sable, au II) de gueules à une fleur de lys d’or soutenue de trois gerbes de blé du même, à la divise ondée d’argent chargée de deux filets ondés de sable brochant sur le coupé, au 2) d’azur à une corde de marine de trois nœuds d’or en fasce mouvant des flanc, surmontée d’une ancre d’argent accostée de deux doloires adossées du même et soutenue d’une barrique au naturel de face sur son support, chargée d’une doloire contournée d’argent ; le tout sommé d’un chef d'azur soutenu d’argent chargé d’un léopard d’or |
| Blason de Paillet | Détails | Différences entre dessin et blasonnement : sur son support?. Le statut officiel du blason reste à déterminer. |

| Blason de Parempuyre | Blason  | Tranché, au premier de sinople au cor de chasse d'or, au deuxième d'azur chargé de sept fasces ondées d'argent. |
| Blason de Parempuyre | Détails | Le statut officiel du blason reste à déterminer.                                                                |

| Blason de Pauillac | Blason  | De gueules au navire de trois mâts équipé d'argent voguant sur une mer d'azur.                                                                                     |
| Blason de Pauillac | Détails | * Il y a là non-respect de la règle de contrariété des couleurs : ces armes sont fautives (azur sur gueules). Officiel, présent sur le site internet de la commune |

| Blason de Pellegrue | Blason  | D'azur à la grue d'argent tenant sa vigilance du même.                   |
| Blason de Pellegrue | Détails | Armes parlantes. (grue) Le statut officiel du blason reste à déterminer. |

| Blason de Pessac | Blason  | D'azur à une barre taillée de sinople* et de gueules* accompagnée en chef de deux grappes de raisin fruitées d'or, tigées et feuillées de sinople, et en pointe d'une forêt de pins sur une terrasse isolée de sable*. |
| Blason de Pessac | Détails | * Il y a là non-respect de la règle de contrariété des couleurs : ces armes sont fautives (sinople, gueules et sable sur azur). Le statut officiel du blason reste à déterminer.                                       |

| Blason de Pessac-sur-Dordogne | Blason  | D'azur au cygne nageant d'argent accompagné en pointe d'une grappe de raisin tigée et feuillée d'or; au chef cousu de gueules chargé d'un pont droit du lieu de trois arches d'argent. |
| Blason de Pessac-sur-Dordogne | Détails | * Il y a là non-respect de la règle de contrariété des couleurs : ces armes sont fautives (gueules sur azur). Le statut officiel du blason reste à déterminer.                         |

| Blason de Pian-Médoc (Le) | Blason  | Parti, au premier d’argent à l’église du lieu d’or* ajourée de sable, au deuxième de sinople à la grappe de raisin de gueules* tigée, vrillée et feuillée du même ; le tout sommé d’un chef d’or chargé de trois pins arrachés de sinople fruités chacun de trois pièces aussi d’or. |
| Blason de Pian-Médoc (Le) | Détails | * Il y a là non-respect de la règle de contrariété des couleurs : ces armes sont fautives (or sur argent et gueules sur sinople). |

| Blason de Pineuilh | Blason  | Parti, au premier d'azur aux vestiges de château du lieu d'or maçonnés de sable posés sur une colline isolée de sinople*, au deuxième de gueules au pin maritime d'or, au chef de sinople* chargé d'une couronne de baron d'or. |
| Blason de Pineuilh | Détails | * Il y a là non-respect de la règle de contrariété des couleurs : ces armes sont fautives (sinople sur azur et gueules). Armes parlantes. (pin) Officiel, présent sur le site internet de la commune.                           |

| Blason de Plassac | Blason  | De gueules à l’épée renversée d’argent, garnie d’or, à la fasce brochant d’azur, chargée d’un bateau aussi d’or, équipé aussi d’argent voguant sur une mer du même. |
| Blason de Plassac | Détails | Le statut officiel du blason reste à déterminer. |

| Blason à dessiner | Blason  | Coupé: au 1er parti au I d'argent à l'écusson d'azur à trois fleurs de lis d'or, timbré à dextre d'une mitre du champ et brochant à senestre sur une crosse du même, au II d'azur à la carafe d'argent au bandeau de sable chargé d'une grappe de raisin et d'une feuille de vigne d'argent, accostée de deux grappes de raisin tigées d'or et surmontée d'un soleil du même mouvant du chef, au 2e de gueules au château-fort de trois tours couvertes et girouettées, d'argent maçonné de sable, accompagné en pointe de deux coquilles d'argent et à la plaine ondée d'or. |
| Blason à dessiner | Détails | Le statut officiel du blason reste à déterminer. |

| Blason de Podensac | Blason  | D’argent au sceau en anneau d’or* à la bordure pointillée de sable, chargé d’une croisette pattée aussi de sable suivie de l’inscription « : SIG :MIRAMONDA :DE :CALHAV : » en lettres onciales du même, rempli de sable et encerclant un carreau d’argent et un orle en quartefeuille rempli d’azur brochant sur le carreau, encadrant un personnage féminin de carnation habillé d’argent et de sable, portant un écusson parti au premier de sinople au lion de sable et au second d’or à trois fasces de gueules, adextré d’un écusson d’argent à trois coquilles de gueules et senestré d’un écusson d’argent à la croix latine de gueules. |
| Blason de Podensac | Détails | * Il y a là non-respect de la règle de contrariété des couleurs : ces armes sont fautives (sceau d'or sur champ d'argent). Officiel, présent sur le site internet de la commune et les plaques des rues de la ville. |

| Blason à dessiner | Blason  | De gueules à la croix de Malte d'argent; au chef d'argent chargé de trois coquilles de sable.                                                                                |
| Blason à dessiner | Détails | Le statut officiel du blason reste à déterminer. |
| Blason à dessiner | Alias   | D'azur plain au chef cousu de sable chargé d'une croix d'argent. * Il y a là non-respect de la règle de contrariété des couleurs : ces armes sont fautives (sable sur azur). |

| Blason de Pompignac | Blason  | D’azur à la bande d’or accompagnée de deux grappes de raisin tigées d’argent et vrillées de sable, au lion léopardé de gueules brochant en bande, au chef d’argent chargé d’une divise ondée du champ et d’un rameau de laurier de sinople brochant en fasce, tige à dextre. |
| Blason de Pompignac | Détails | Officiel, présent sur le site internet de la commune |

| Blason de Pondaurat | Blason  | Écartelé de sable et d'azur, au premier au tau d'argent rempli d'azur, au second au pont barrage à quatre arches d'or mouvant des flancs, au troisième à la coquille d'or, au quatrième à la croix de Malte d'argent. |
| Blason de Pondaurat | Détails | Dessin et blasonnement fournis par la mairie |

| Blason de Portets | Blason  | Parti, au premier d'azur à la tour de guet couverte en dôme d'argent, ouverte et ajourée de sable, posée sur une rivière du champ ondée aussi d'argent mouvant de la pointe, au second d'argent au cep de vigne de sable feuillé de sinople et fruité de quatre grappes de raisin de pourpre, deux à dextre et deux à senestre, tortillé sur son échalas terrassé aussi de sable ; le tout sommé d'un chef de gueules chargé d'un léopard d'or. |
| Blason de Portets | Détails | Conflit héraldique : le blasonnement dit "maçonné [...] de sable" ; le dessin représente la tour non maçonnée. Officiel, présent sur le site internet de l'office de tourisme de la commune |

| Blason de Pout (Le) | Blason  | D'or mantelé de gueules à la grappe de raisin tigée d'or à dextre et à la coquille du même à senestre.                     |
| Blason de Pout (Le) | Détails | Officiel, présent sur la page de présentation de la commune sur le site internet de la Communauté de communes du Créonnais |

| Blason de Préchac | Blason  | Écartelé : au premier de gueules à la tour d'or ouverte, ajourée et maçonnée de sable, soutenue d'une champagne d'argent chargée de deux fers de moulin de sable, au deuxième d'azur à l'arbre terrassé d'argent, au troisième d'azur au pin arraché d'argent, au quatrième de gueules au cerf élancé d'or ; au cor de l'un en l'autre brochant en pointe sur la partition,. |
| Blason de Préchac | Détails | * Il y a là non-respect de la règle de contrariété des couleurs : ces armes sont fautives (azur et gueules). Officiel, présent sur le site internet de la commune |

| Blason de Preignac | Blason  | Écartelé, au premier de gueules au léopard d'or surmonté de trois croissants d'argent, au deuxième d'azur à la tour d'argent ajourée de sable à senestre, maçonnée du même et surmontée de deux fleurs de lys d'or, au troisième d'azur à la gabarre contournée équipée et habillée d'argent supportant quatre besants d'or, au quatrième de gueules aux six besants d'or ordonnés 3, 2 et 1 ; à la croix d'argent, brochant sur la partition, chargée en cœur d'un sauvage de carnation habillé de sinople appuyé sur sa massue de sable, accompagné en chef d'une lettre V capitale, en pointe d'une tête de crosse contournée et aux flancs de deux étoiles, tous d'or ; sur le tout, une filière aussi d'or. |
| Blason de Preignac | Détails | * Il y a là non-respect de la règle de contrariété des couleurs : ces armes sont fautives (or sur argent). Le statut officiel du blason reste à déterminer. |

| Blason de Prignac-et-Marcamps | Blason  | D'argent au mammouth contourné au naturel défendu du champ sur une terrasse isolée de sinople, le tout soutenu de l'inscription PMC en lettres capitales d'argent accolées 2 et 1 et surmonté de l'inscription « PRIGNAC et MARCAMPS » de sable. |
| Blason de Prignac-et-Marcamps | Détails | Officiel, présent sur le site internet de la commune |

| Blason de Pugnac | Blason  | Parti, au premier d’azur au chevet de l’église romane de Lafosse d’argent, mouvant en demi-profil de la partition, au deuxième de gueules à la tiare papale d’or soutenue d’une grappe de raisin feuillée d’une pièce du même et vrillée de sable. Devise / CriUnis pour vaincre et unir |
| Blason de Pugnac | Détails | Officiel, présent sur le site internet de la commune |

| Blason de Puisseguin | Blason  | D’azur au mont d’argent mouvant de la pointe surmonté d’une escarboucle de seize dards de sable, au chef de gueules chargé d’un croissant aussi de sable accosté de deux étoiles de six rais parties de sable et d’argent. Devise / CriSurgam et ibo (Je me lèverai et j'irai) |
| Blason de Puisseguin | Détails | * Il y a là non-respect de la règle de contrariété des couleurs : ces armes sont fautives (sable sur gueules sur azur). Officiel, présent sur le site internet de la commune                                                                                                   |

| Blason de Pujols | Blason  | Écartelé, au premier et au quatrième d'argent à la bande d'azur, au deuxième et au troisième de gueules à la grappe de raisin tigée d'argent feuillée d'une pièce d'or. |
| Blason de Pujols | Détails | Une version à la grappe de raisin de pourpre est présentée sur la page Pujols du site de tourisme Caruso                                                                |

| Blason de Pujols-sur-Ciron | Blason  | Écartelé, au premier d'azur au château couvert d'argent d'une seule tour flanquée de deux corps de bâtiment, posé sur une terrasse du même et surmonté de deux fleurs de lys d'or, au deuxième de gueules à la rivière en bande ondée d'argent, au moulin couvert d'or de deux arches brochant en abîme, ajouré et maçonné de sable, accompagné de deux fers de moulin du même rangés en barre, au troisième d'or à la vigne terrassée de sable, feuillée de trois pièces du même et fruitée de quatre grappes de raisin d'argent, tortillée sur son échalas aussi d'argent, au quatrième d'azur au porche d'église romane de sept arcs sculptés d'argent à la double porte d'or, sommé d'une croisette du même. |
| Blason de Pujols-sur-Ciron | Détails | Officiel, présent sur le site internet de la commune |

| Blason de Puy (Le) | Blason  | Parti : au 1er d'azur au lys de jardin d'argent, au 2e d'argent à la grappe de raisin de pourpre tigée et feuillée de deux pièces le tout au naturel ; le tout sommé d'un chef de gueules chargé d'un léopard d'or, armé et lampassé d'azur. |
| Blason de Puy (Le) | Détails | Le lys de jardin représente sainte Anne, le raisin pour le vignoble sur la commune et le léopard pour l'Aquitaine. Création de Jean-François Binon adoptée par la municipalité le 4 février 2015.                                            |

| Blason de Puynormand | Blason  | D'azur à l'aigle bicéphale de gueules* soutenue d'une montagne de trois pics d'argent mouvant de la pointe ; au chef de gueules chargé d'un léopard d'or.      |
| Blason de Puynormand | Détails | * Il y a là non-respect de la règle de contrariété des couleurs : ces armes sont fautives (gueules sur azur). Le statut officiel du blason reste à déterminer. |

Pas d'information pour les communes suivantes : Les Peintures, Périssac, Petit-Palais-et-Cornemps, Peujard, Le Pian-sur-Garonne, Pompéjac, Porchères, Le Porge, Porte-de-Benauge, Puybarban.
- Haut – A
- B
- C
- D
- E
- F
- G
- H
- I
- J
- K
- L
- M
- N
- O
- P
- Q
- R
- S
- T
- U
- V
- W
- X
- Y
- Z

## Q
| Blason de Quinsac | Blason  | Tranché, au premier de gueules à la vigne arrachée d'or, au second de sinople à la barque d'or équipée, habillée et flammée du même, voguant sur une rivière de cinq filets alésés aussi d'or, le tout sommé d'un chef d'or chargé de trois quintefeuilles de sinople. |
| Blason de Quinsac | Détails | Officiel, présent sur le site internet de la commune |

Pas d'information pour les communes suivantes : Queyrac.
- Haut – A
- B
- C
- D
- E
- F
- G
- H
- I
- J
- K
- L
- M
- N
- O
- P
- Q
- R
- S
- T
- U
- V
- W
- X
- Y
- Z

## R
| Blason de Rauzan | Blason  | D'azur au lion d'or à la queue léopardée, armé et lampassé de gueules, aux dix fleurs d'argent dites angevines ordonnées en orle,. |
| Blason de Rauzan | Détails | Le statut officiel du blason reste à déterminer.                                                                                   |

| Blason de Réole (La) | Blason  | D'azur au château d'argent donjonné de quatre pièces, maçonné de sable, ouvert et ajouré de même, accompagné en chef de trois fleurs de lys d'or rangées en fasce. |
| Blason de Réole (La) | Détails | Le statut officiel du blason reste à déterminer. |

| Blason de Rions | Blason  | Taillé, au premier d'or aux deux vaches de gueules passant l'une sur l'autre, au second d'or aux trois pals de gueules. |
| Blason de Rions | Détails | Le statut officiel du blason reste à déterminer.                                                                        |

| Blason de Rivière (La) | Blason  | De sinople à la fasce ondée cousue de sable, sommée d’une vague du même en cœur se déroulant vers senestre, chargée d’un poisson d’argent, accompagnée en chef de six filets ondés en barre du même et en pointe de six filets ondés en bande aussi d’argent, ladite fasce surmontée de deux grappes de raisin tigées posées en chevron renversé accostant une brouette, le tout d’argent brochant sur les filets, et soutenue d’une pointe abaissée partie de gueules et d’or sur une feuille roulée en pointe d’argent doublée de sable brochant sur les filets. |
| Blason de Rivière (La) | Détails | * Il y a là non-respect de la règle de contrariété des couleurs : ces armes sont fautives (sable sur sinople). Le statut officiel du blason reste à déterminer. |

| Blason à dessiner | Blason  | D'or à la cotice en barre de sable chargée de trois coquilles d'argent, accompagnée en chef d'un écusson ancien de gueules à la croix de Malte d'argent et en pointe d'un rocher de tenné mouvant d'une rivière ondée d'azur. |
| Blason à dessiner | Détails | Armes parlantes. Adopté le 6 février 2024. |

Pas d'information pour les communes suivantes : Reignac (Gironde), Rimons, Riocaud, Roaillan, Romagne (Gironde), La Roquille, Ruch.
- Haut – A
- B
- C
- D
- E
- F
- G
- H
- I
- J
- K
- L
- M
- N
- O
- P
- Q
- R
- S
- T
- U
- V
- W
- X
- Y
- Z

## S
| Blason de Sadirac | Blason  | D'or à la grappe de raisin de gueules tigée et feuillée de sinople senestrée d'un pot de terre d'orangé, l'anse à senestre. |
| Blason de Sadirac | Détails | Le statut officiel du blason reste à déterminer.                                                                            |

| Blason de Saillans | Blason  | De sinople à une croix hosannière d'or soutenue d'une rivière ondée d'argent mouvant de la pointe, mantelée d'azur, accostée de deux grappes de raisin de gueules tigées et vrillées de sable, celle de dextre posée en bande et celle de senestre posée en barre, et surmontée de la façade de l'église du lieu d'or maçonnée de sable, ouverte et ajourée du champ. |
| Blason de Saillans | Détails | * Il y a là non-respect de la règle de contrariété des couleurs : ces armes sont fautives (gueules sur azur). Officiel, présent sur le site internet de la commune. |

| Blason à dessiner | Blason  | Écartelé en sautoir: au 1er d'azur au fronton de mairie d'or chargé de l'inscription « 1878 » de sable, au 2e d'azur à l'église du lieu d'or, maçonnée de sable, au 3e d'azur au moulin à vent d'or, maçonné et ouvert de sable, au 4e de sinople à trois grappes de raisin cousues de gueules, tigées et vrillées de sable; au sautoir en filet d'argent brochant sur la partition. |
| Blason à dessiner | Détails | Le statut officiel du blason reste à déterminer. |

| Blason de Saint-André-et-Appelles | Blason  | D’azur au moulin d’or essoré au naturel, ajouré et maçonné, aux angles de sable, les ailes de profil du même, sur une terrasse isolée de sinople, accosté de deux flanchis cousus de gueules, soutenu d’un lion à queue léopardée aussi d’or, à l’inscription St.ANDRE & APPELLES d’argent posée en orle en pointe, au chef d’or chargé de trois grappes de raisin de pourpre feuillées de sinople. |
| Blason de Saint-André-et-Appelles | Détails | * Ces armes emploient le terme « cousu » dans le seul but de contrevenir à la règle de contrariété des couleurs : elles sont fautives (gueules sur azur). Différences entre dessin et blasonnement : lion. Le statut officiel du blason reste à déterminer. |

| Blason de Saint-André-de-Cubzac | Blason  | Parti, au premier d'azur à la tour d'argent maçonnée de sable, au chef de gueules chargé de trois heaumes aussi d'argent tarés de profil, au second d'or au dauphin contourné d'azur peautré et oreillé de gueules. |
| Blason de Saint-André-de-Cubzac | Détails | * Il y a là non-respect de la règle de contrariété des couleurs : ces armes sont fautives (gueules sur azur). Le statut officiel du blason reste à déterminer.                                                      |

| Blason de Saint-Caprais-de-Bordeaux | Blason  | D’azur au lion d’or armé et lampassé de gueules. |
| Blason de Saint-Caprais-de-Bordeaux | Détails | Le statut officiel du blason reste à déterminer. |

| Blason de Saint-Christophe-des-Bardes | Blason  | Coupé, au premier d'azur aux huit fleurs de lys d'argent et de sable ordonnées 4 et 4, à saint Christophe d'argent brochant, senestré en chef d'une branche de vigne feuillée de sinople et fruitée de deux grappes de raisin de gueules et au second de gueules aux portail et frontispice de l'église du lieu d'argent ouverte de sable. |
| Blason de Saint-Christophe-des-Bardes | Détails | Officiel, présent sur le site internet de la commune. |

| Blason de Saint-Ciers-sur-Gironde | Blason  | D'azur au chevron d'or haussé en pointe, accompagné de trois coquilles d'argent. |
| Blason de Saint-Ciers-sur-Gironde | Détails | Le statut officiel du blason reste à déterminer.                                 |

| Blason de Saint-Côme | Blason  | Parti, au premier d'azur à la fontaine jaillissante d'argent, au deuxième de gueules à l'épée versée d'argent, le tout sommé d'un chef d'or chargé d'un cœur de gueules. |
| Blason de Saint-Côme | Détails | Le statut officiel du blason reste à déterminer. |

| Blason de Saint-Émilion | Blason  | Coupé, au premier d'azur semé de fleurs de lys d'or, à saint Émilion de carnation, habillé de tenné, issant de la partition, tenant dans sa dextre une crosse contournée aussi d'or et dans sa senestre un livre du même, au second de gueules au château de trois tours d'argent, maçonné de sable, ouvert et ajouré du champ, surmonté d'un léopard d'or tenant dans sa dextre un glaive aussi d'argent, le château accosté des lettres onciales S et E du même. |
| Blason de Saint-Émilion | Détails | Le statut officiel du blason reste à déterminer. |

| Blason de Saint-Estèphe | Blason  | Parti, au premier de sinople au cep de vigne feuillé d'argent, tortillé sur son échalas du même, fruité de cinq grappes de raisin de gueules, trois à dextre et deux à senestre, au second de gueules à la nef équipée et habillée d'or, flammée d'argent, voguant sur une mer du même ; le tout sommé d'un chef d'azur chargé de trois coquilles d'or. |
| Blason de Saint-Estèphe | Détails | Officiel, présent sur le site internet de la commune |

| Blason à dessiner | Blason  | Parti: au 1er d'azur à l'évêque d'or, au 2e d'argent à la grappe de raisin de pourpre feuillée de sinople; le tout sommé d'un chef d'azur chargé d'un léopard d'or, armé et lampassé d'azur. |
| Blason à dessiner | Détails | Le statut officiel du blason reste à déterminer. |

| Blason de Saint-Genès-de-Lombaud | Blason  | Écartelé de gueules et d'argent, au premier à la crosse d'or posée en barre et à la mitre du même brochante, au deuxième à la branche de vigne feuillée de sinople et fruitée de deux pièces, d'or à dextre et de gueules à senestre, à la terrasse ondée de sinople, au troisième à l'alambic de tenné posé sur un four d'orangé perronné d'une pièce à senestre et ouvert de gueules en pointe, au quatrième au léopard d'or armé et lampassé d'azur. |
| Blason de Saint-Genès-de-Lombaud | Détails | Officiel, présent sur le site internet de la commune |

| Blason à dessiner | Blason  | Taillé au 1er d'azur au poirier d'argent fruité d'or, au 2e de gueules au lion léopardé contourné en barre d'or; à la barre d'or chargée de l'inscription « SENT-GERMAN-D'ESTULH » en lettres capitales de sable, brochant sur la partition. |
| Blason à dessiner | Détails | Le statut officiel du blason reste à déterminer. |

| Blason de Saint-Germain-de-Grave | Blason  | Tiercé en pairle renversé : au 1er de gueules à la volute de crosse d'or, au 2e d'or à la grappe de raisin de pourpre tigée et feuillée au naturel, au 3e d'azur à trois fasces ondées d'argent.                                         |
| Blason de Saint-Germain-de-Grave | Détails | Les pampres et le raisin pour la viticulture, les ondes pour les ruisseaux qui arrosent la commune et la volute de crosse, attribut de saint Germain. Armoiries composées par Jean-François Binon, adoptées par la municipalité en 2019. |

| Blason de Saint-Germain-du-Puch | Blason  | Écartelé d'azur et de gueules, aux premier et quatrième au chevron tiercé en pal d'or, de sable et de gueules, accompagné en chef de deux monts isolés de six coupeaux d'argent et en pointe d'une gerbe de blé d'or, aux deuxième et troisième au château du lieu d'argent, ouvert et ajouré du champ, terrassé d'or et surmonté d'une grappe de raisin du même ; à la tête de crosse d'or brochant en abîme sur le tout. |
| Blason de Saint-Germain-du-Puch | Détails | Officiel, présent sur le site internet de la commune. |

| Blason de Saint-Gervais | Blason  | Coupé, au premier parti au I de sinople à la façade du château de Bart d'argent, ajourée de sable et au II de gueules au cèpe au naturel flanqué de deux autres plus petits aussi au naturel sur une terrasse isolée d'argent, au second d'azur à l'église romane fortifiée d'argent émergeant de demi-profil d'un taillis du même mouvant de la pointe et des flancs, adextrée en chef d'un dauphin d'argent ; à la grappe de raisin de gueules tigée et feuillée de sinople brochant sur la partition. |
| Blason de Saint-Gervais | Détails | Officiel, présent sur le site internet de la commune. |

| Blason de Saint-Jean-d'Illac | Blason  | D'azur à la croix estrée d'or cantonnée au premier d'un agneau auréolé tenant une houlette en barre sur une terrasse herbée isolée, le tout d'argent, au second d'une pomme de pin renversée avec ses aiguilles aussi d'or, au troisième d'une tunique surmontée d'un casque de sapeur-pompier forestier du même et au quatrième de trois maisons couvertes aussi d'argent ouvertes de sable, au chef de gueules chargé d'un léopard d'or armé et lampassé du champ. |
| Blason de Saint-Jean-d'Illac | Détails | * Il y a là non-respect de la règle de contrariété des couleurs : ces armes sont fautives (gueules sur azur). Le statut officiel du blason reste à déterminer. |

| Blason de Saint-Julien-Beychevelle | Blason  | Coupé: au 1er de gueules à trois léopards d'or, l'un au-dessus de l'autre, au 2e d'azur au bateau de deux mâts d'or, les voiles d'argent baissées à moitié, voguant sur une mer du champ chargée d'un croissant d'argent; le tout enfermé dans une filière d'or. |
| Blason de Saint-Julien-Beychevelle | Détails | Officiel, présent sur le site internet de la commune |

| Blason de Saint-Laurent-d'Arce | Blason  | Taillé abaissé à senestre, au premier d'azur à l'église du lieu, faillie à senestre, au trait et maçonnée de sable, senestrée en chef d'une croisette de Malte de sable, l'église et la croisette surmontées de l'inscription « SAINT LAURENT D'ARCE » en lettres de sable ordonnées en arc de cercle, au second d'or à deux champignons, celui de dextre plus petit et à la grappe de raisin feuillée, les deux meubles au trait de sable et rangés en bande. |
| Blason de Saint-Laurent-d'Arce | Détails | * Il y a là non-respect de la règle de contrariété des couleurs : ces armes sont fautives (sable sur azur). Officiel, présent sur le site internet de la commune |

| Blason de Saint-Laurent-Médoc | Blason  | D'azur au bâton d’argent, au léopard d’or brochant en abîme, au chef de gueules chargé de trois croix de Malte d’argent.                                       |
| Blason de Saint-Laurent-Médoc | Détails | * Il y a là non-respect de la règle de contrariété des couleurs : ces armes sont fautives (gueules sur azur). Le statut officiel du blason reste à déterminer. |

| Blason de Saint-Léger-de-Balson | Blason  | Écartelé, le trait du coupé ondé : au 1er d'azur au clocher d'or, ajouré du champ et campané de deux pièces d'argent, au 2e d'argent à la volute de crosse de gueules, au 3e d'argent à la tour ruinée de gueules, ouverte du champ et maçonnée de sable, au 4e de sinople à la pomme de pin renversée d'or. |
| Blason de Saint-Léger-de-Balson | Détails | Le clocher pour l'église locale, la couleur bleue et les ondes pour la source Saint-Clair, la volute de crosse comme attribut de saint Léger, la tour ruinée pour le château de Castelnau de Cernès, la couleur rouge pour la famille d'Albret, la pomme de pin et la couleur verte pour la sylviculture et la forêt des landes girondines. Armoiries composées par Jean-François Binon, adoptées par la municipalité en avril 2018. |

| Blason de Saint-Loubès | Blason  | De gueules à la barque de sable de front, habillée d'argent, grand-voile à senestre et foc à dextre, au chef d'or chargé d'un loup passant de sable.                                  |
| Blason de Saint-Loubès | Détails | * Il y a là non-respect de la règle de contrariété des couleurs : ces armes sont fautives (sable sur gueules). Armes parlantes. Officiel, présent sur le site internet de la commune. |

| Blason de Saint-Louis-de-Montferrand | Blason  | Tiercé en barre, au premier de gueules à la colombe contournée essorante d'argent tenant dans son bec un rameau d'olivier de sinople, au deuxième d'azur à l'alose d'argent, la tête vers la pointe, au troisième d'or à la grappe de raisin de gueules tigée et vrillée de sinople. |
| Blason de Saint-Louis-de-Montferrand | Détails | Officiel, présent sur le site internet associatif de la commune et le bulletin municipal. |

| Blason de Saint-Macaire | Blason  | De gueules à saint Macaire mitré et crossé d’or, cantonné de quatre fleurs de lys d'or, les deux en chef posées en fasce et apointées, les deux en pointe posées en barre à dextre et en bande à senestre, accompagné de deux écussons cousus d’azur aux trois fleurs de lys d’or. |
| Blason de Saint-Macaire | Détails | * Il y a là non-respect de la règle de contrariété des couleurs : ces armes sont fautives (azur sur gueules). Armes parlantes. Officiel, présent sur le frontispice de la mairie.                                                                                                  |

| Blason de Saint-Maixant | Blason  | Coupé au 1) de gueules au château couvert d’un corps carré de deux étages flanqué de deux ailes d’un étage avec communs, le tout d’argent et ajouré de sable, adextré d’un peuplier et senestré de deux cyprès sur un mont terrassé, le tout aussi d’argent, à la divise ondée d’azur brochant en pointe, au soleil d'or mouvant de l'angle dextre du chef, au 2) parti en I d’azur à la bande d’argent chargée de trois grappes de raisin à plomb, celle du centre d’or tigée et vrillée de sinople, les deux autres de gueules tigées et vrillées aussi de sinople, accompagnée de deux verres aussi d’argent, l’un en chef l’autre en pointe et en II coupé au 1) d’or à la tour de gueules ajourée et maçonnée de sable, accostée de deux croisettes aussi de gueules en chef et au 2) de gueules au léopard d’or. |
| Blason de Saint-Maixant | Détails | * Il y a là non-respect de la règle de contrariété des couleurs : ces armes sont fautives (or sur argent). Le statut officiel du blason reste à déterminer. |

| Blason de Saint-Magne | Blason  | Écartelé, au premier parti au I losangé d'or et de gueules, au II losangé d'argent et d'azur, au deuxième coupé au I d'azur à l'aigle bicéphale, au vol abaissé, issante, cousue de gueules accompagnée d'un soleil levant d'or à dextre et d'une étoile d'argent à senestre, au II d'argent au canon du champ sur son affût de sable, à la fasce bandée d'or et de gueules brochant sur le coupé, au troisième de gueules à la grosse tour donjonnée d'une pièce à senestre, cette dernière pavillonnée d'argent à dextre, le tout du même, maçonné de sable et ajouré du champ, ladite tour ouverte du champ à dextre et accompagnée au premier canton d'un casque de tournoi, taré de trois-quarts d'argent, le panache du même, au quatrième d'azur au lion d'or, mantelé d'argent chargé d'un chevronnel d'azur surmonté de trois roses de gueules mal ordonnées. |
| Blason de Saint-Magne | Détails | * Il y a là non-respect de la règle de contrariété des couleurs : ces armes sont fautives (gueules sur azur). Différences entre dessin et blasonnement : Bandé sans précision 6. Officiel, figure sur le site internet de la commune. |

| Blason à dessiner | Blason  | D'azur à la divise ondée d'argent accompagnée en chef d'une épée posée en barre sa pointe vers le haut à laquelle est suspendu le manteau de saint Martin, le tout d'or, et en pointe du portail stylisé de l'église du lieu de même ouvert et ajouré du champ. |
| Blason à dessiner | Détails | Le statut officiel du blason reste à déterminer. |

| Blason à dessiner | Blason  | Écartelé en sautoir: au 1er à saint Martin à cheval d'argent, partageant son manteau avec un pauvre, mouvant de la partition, au 2e au bosquet de trois arbres, au 3e à la grappe de raisin, au 4e à l'église du lieu mouvant de la pointe. |
| Blason à dessiner | Détails | Le statut officiel du blason reste à déterminer. |

| Blason à dessiner | Blason  | D'argent à saint Martin au naturel, mouvant de la pointe et partageant son manteau, brochant sur une église du lieu d'or mouvant du flanc dextre, accompagné en chef senestre d'une grappe de raisin de gueules tigée et feuillée au naturel. Devise / Cri« res, non verba ». |
| Blason à dessiner | Détails | Le statut officiel du blason reste à déterminer. |

| Blason de Saint-Médard-d'Eyrans | Blason  | Écartelé : au premier d'azur à la croix potencée d'or cantonnée de quatre croisettes d'argent, au deuxième de gueules à la barre d'argent chargée de deux fleurs de lys [soudées] d'or, accompagnée, en chef, d'une abeille du même et, en pointe, d'un globe croisé aussi d'or cerclé et cintré d'azur, à la crosse d'or brochant en cœur sur la barre, au troisième de gueules au bourdon de pèlerin avec sa gourde attachée d'argent, accosté, en chef, de deux coquilles du même et, en pointe, de deux grenouilles affrontées d'or posées en chevron, au quatrième d'azur à la vigne d'or sur une terrasse d'argent mouvant de la pointe, tortillée sur son échalas du même, feuillée et fruitée de quatre grappes de raisin aussi d'or, deux à dextre et deux à senestre. |
| Blason de Saint-Médard-d'Eyrans | Détails | * Il y a là non-respect de la règle de contrariété des couleurs : ces armes sont fautives (or sur argent). Officiel, présent sur le site internet de la commune |

| Blason de Saint-Médard-de-Guizières | Blason  | De sable à la fasce ondée cousue d’azur, sommée d’un lion issant d’or armé et lampassé de gueules et soutenue d’une coquille versée aussi d’or.              |
| Blason de Saint-Médard-de-Guizières | Détails | * Il y a là non-respect de la règle de contrariété des couleurs : ces armes sont fautives (azur sur sable). Le statut officiel du blason reste à déterminer. |

| Blason de Saint-Médard-en-Jalles | Blason  | D'or à la barre de sable chargée de trois coquilles d'argent à plomb, accompagnée, en chef, d'un léopard de gueules allumé, lampassé et viléné aussi de sable, et, en pointe, d'une salamandre du champ dans sa patience aussi de gueules, au chef d'azur chargé de cinq annelets aussi d'argent entrelacés 3 et 2. |
| Blason de Saint-Médard-en-Jalles | Détails | Officiel, présent sur le site internet de la commune |

| Blason de Saint-Michel-de-Rieufret | Blason  | D'argent à la croix de gueules chargée de cinq étoiles d'or et cantonnée en chef dextre d'une coquille de gueules. |
| Blason de Saint-Michel-de-Rieufret | Détails | Adopté le 29 juin 2022.                                                                                            |

| Blason de Saint-Paul | Blason  | D'or à la croix en filet de gueules cantonnée au premier de trois tonneaux au naturel cerclés d'argent, couchés en bande et ordonnés en chevron couché, au deuxième d'une grue de sable tenant sa vigilance d'argent, au troisième de la tour couverte du lieu au naturel, au quatrième d'une grappe de raisin de pourpre tigée et vrillée de sable. |
| Blason de Saint-Paul | Détails | Officiel, présent sur le site internet de la commune. |

| Blason de Saint-Quentin-de-Baron | Blason  | Écartelé: au 1er d'azur à la fontaine monumentale du lieu d'or, aux 2e et 3e d'or à trois pals de gueules, au 4e d'azur à la pomme de pin d'or. |
| Blason de Saint-Quentin-de-Baron | Détails | Le statut officiel du blason reste à déterminer.                                                                                                |

| Blason de Saint-Quentin-de-Caplong | Blason  | De gueules à la cotice d'or chargée de l'inscription « SAINT QUENTIN DE CAPLONG » en lettres capitales de sable et accompagnée en chef d'une fleur tigée et feuillée au naturel et en pointe d'une tour d'argent maçonnée de sable. |
| Blason de Saint-Quentin-de-Caplong | Détails | Le statut officiel du blason reste à déterminer. |

| Blason de Saint-Romain-la-Virvée | Blason  | Écartelé, au premier d’azur à l’évêque d’or, au deuxième d’or à cinq hures de sanglier de sable défendues et allumées d’argent ordonnées en sautoir, au troisième de sable à l’aigle d’or, armée et membrée de gueules, au quatrième d’azur à la chapelle d’argent, ouverte, ajourée et maçonnée de sable, accompagnée en chef dextre d’une grappe de raisin d’or feuillée de sinople. |
| Blason de Saint-Romain-la-Virvée | Détails | Le statut officiel du blason reste à déterminer. |

| Blason de Saint-Sauveur | Blason  | Parti, au premier de gueules au clocheton couvert en chevron d’argent d'une campane du même soutenu d’une feuille de vigne cousue de sinople mouvant du flanc senestre, au second d’argent aux deux pins au naturel soutenus d’une grappe de raisin de pourpre mouvant du flanc dextre. |
| Blason de Saint-Sauveur | Détails | * Il y a là non-respect de la règle de contrariété des couleurs : ces armes sont fautives (sinople sur gueules). Officiel, présent sur le site internet de la commune |

| Blason de Saint-Sauveur-de-Puynormand | Blason  | D’azur à la roue pleine au naturel chargée d’une croix pattée d’argent et bardée de tenné avec l’inscription SAINT SAUVEUR DE PUYNORMAND en lettres capitales de sable, surmontée de deux lions affrontés d’or, à la filière aussi d’argent. |
| Blason de Saint-Sauveur-de-Puynormand | Détails | Différences entre dessin et blasonnement : le blasonnement décrit une inscription ; le dessin ne la fait pas voir.. Le statut officiel du blason reste à déterminer.                                                                         |

| Blason de Saint-Savin | Blason  | Écartelé : au 1) et 4) de gueules au lion d’or, au 2) et 3) vairé d’or et d’azur. |
| Blason de Saint-Savin | Détails | Le statut officiel du blason reste à déterminer.                                  |

| Blason de Saint-Seurin-de-Cursac | Blason  | Coupé, au premier d'or à l'église du lieu d'argent, essorée de gueules, ouverte et ajourée de sable, au deuxième parti au I de gueules au cavalier contourné d'argent et au II d'azur au moulin à vent du champ, posé sur une terrasse isolée de tenné et brochant sur un buisson de sinople. |
| Blason de Saint-Seurin-de-Cursac | Détails | * Il y a là non-respect de la règle de contrariété des couleurs : ces armes sont fautives (argent sur or et tenné, sinople sur azur). Officiel, présent sur le site internet de la commune |

| Blason de Saint-Sève | Blason  | Parti, au premier d'azur aux trois fleurs de lys d'or, au second de gueules semé de mouchetures d'hermine d'argent. |
| Blason de Saint-Sève | Détails | Le statut officiel du blason reste à déterminer.                                                                    |

| Blason de Saint-Sulpice-de-Guilleragues | Blason  | D'azur à trois fasces ondées d'argent, à saint Sulpice, évêque, d'or brochant sur le tout ; au chef de gueules chargé d'un léopard d'or, armé et lampassé d'azur. |
| Blason de Saint-Sulpice-de-Guilleragues | Détails | * Il y a là non-respect de la règle de contrariété des couleurs : ces armes sont fautives (gueules sur azur). Les fasces ondées représentent la Dropt, saint Sulpice : saint éponyme de la commune, et enfin le léopard pour l'Aquitaine. Création de Jean-François Binon adoptée par la municipalité le 18 décembre 2014. |

| Blason de Saint-Sulpice-et-Cameyrac | Blason  | D’azur à la cotice d’argent accompagnée de deux façades de chapelle d’or, une en chef et une en pointe, et deux tours d’argent maçonnées de sable, une à dextre et une à senestre, à la grappe de raisin de gueules tigée au naturel et feuillée de sinople brochant en abîme. |
| Blason de Saint-Sulpice-et-Cameyrac | Détails | Officiel, présent sur le site internet de la commune |

| Blason de Saint-Symphorien | Blason  | Parti, au premier coupé au I d'azur au bâton de pasteur d'argent posé en barre et au II de sinople aux trois glands renversés d'or, au second de gueules au pin parasol arraché d'or. |
| Blason de Saint-Symphorien | Détails | Le statut officiel du blason reste à déterminer. |

| Blason à dessiner | Blason  | Saint Vincent de Paul, de front, portant un enfant sur son bras dextre auquel est appendue une besace; et faisant la charité à un autre, de dos, le tout surmonté de l'inscription « SAINT VINCENT DE PAUL » et accompagné à senestre des dates « 1581 - 1660 » |
| Blason à dessiner | Détails | Le statut officiel du blason reste à déterminer. |

| Blason de Saint-Vivien-de-Blaye | Blason  | Coupé au 1) parti au I de sinople à la croix hosannière d’or perronnée de sept marches et au II de gueules à la mitre d’or chargée des armoiries du saint siège, au 2) de sinople aux onze rais cousus de gueules divergeant du chef vers la pointe et à la grappe de raisin feuillée de deux pièces de pourpre brochant sur le tout. |
| Blason de Saint-Vivien-de-Blaye | Détails | * Il y a là non-respect de la règle de contrariété des couleurs : ces armes sont fautives (gueules sur sinople). Le statut officiel du blason reste à déterminer. |

| Blason de Sainte-Eulalie | Blason  | Tranché: au 1) d'azur au navire de sable, habillé d'argent, pavilloné de gueules, voguant sur une mer de sinople, mouvant d'une champagne d'argent, au 2) d’argent à la grappe de raisin soudée d’or tigée, vrillée et feuillée d’une pièce de sinople, sommée d’un escargot contourné aussi d’or ; à la cotice d’azur chargée de trois étoiles d’or à plomb brochant sur la partition. |
| Blason de Sainte-Eulalie | Détails | * Il y a là non-respect de la règle de contrariété des couleurs : ces armes sont fautives (sable et sinople sur azur et or sur argent). Officiel, figure sur le site internet de la commune. |

| Blason de Sainte-Foy-la-Grande | Blason  | Parti : au premier d'argent à la tour de sable, maçonnée, ajourée et ouverte du champ, au second de gueules au lion d'or ; le tout sommé d'un chef d'azur chargé de trois fleurs de lys aussi d'or. |
| Blason de Sainte-Foy-la-Grande | Détails | Le statut officiel du blason reste à déterminer. |

| Blason à dessiner | Blason  | De sinople au lion d'or accosté de deux cyprès du même, surmonté d'un croissant d'argent et soutenu d'une jumelle ondée du même; au chef d'or chargé d'une grappe de raisin d'azur pamprée et accostée de deux prunes, celle de dextre posée en bande et celle de senestre en barre, le tout au naturel. |
| Blason à dessiner | Détails | Adopté le 30 mai 2022. |

| Blason de Sainte-Terre | Blason  | Écartelé: au 1er d'azur à la grappe de raisin de gueules tigée, vrillée, feuillée d'une pièce, le tout de sinople, au 2e d'azur à la lamproie ondoyante de sable et d'or, au 3e d'azur à la gabarre [barque] de ténné habillée d'argent en demi-profil, au 4e d'azur à la coquille d'or. |
| Blason de Sainte-Terre | Détails | Officiel, présent sur le site internet de la commune |

| Blason de Salignac | Blason  | D'or au demi-pal de gueules et flanqué de deux demi-pals du même, le tout mouvant du chef. |
| Blason de Salignac | Détails | Le statut officiel du blason reste à déterminer.                                           |

| Blason de Sallebœuf | Blason  | D'azur à la bande de gueules chargée d'un lion léopardé d'or, accompagnée, en chef, d'une tour portillée d'argent, perronnée de deux marches et maçonnée de sable, et en pointe, d'une grappe de raisin de pourpre, tigée et feuillée d'une pièce de sinople. |
| Blason de Sallebœuf | Détails | * Il y a là non-respect de la règle de contrariété des couleurs : ces armes sont fautives (gueules sur azur). Officiel, présent sur le site internet de la commune.                                                                                           |

| Blason de Salles | Blason  | Écartelé, au premier d'argent à la terrasse de sinople sommée de deux sapins du même, mouvant du flanc senestre sur une rivière d'azur mouvant de la pointe, au soleil d'or mouvant de l'angle dextre du chef, au deuxième de gueules à l'épée d'or et à la pique d'argent passées en sautoir cantonnées de trois croissants du même, un en chef et deux aux flancs, au troisième de pourpre aux trois coquilles d'argent, au quatrième d'or au cheval effrayé de sable. |
| Blason de Salles | Détails | * Il y a là non-respect de la règle de contrariété des couleurs : ces armes sont fautives (or sur argent). Le statut officiel du blason reste à déterminer. |

| Blason de Samonac | Blason  | Tiercé en pairle renversé : au 1er d'or à un cep de vigne de tenné, fruité de pourpre, feuillé de sinople et tuteuré de sable, au 2e de gueules à un léopard d'or armé et lampassé d'azur, au 3e d'azur à trois fasces ondées d'argent et à une coquille d'or brochante. |
| Blason de Samonac | Détails | Adopté en octobre 2021. |

| Blason de Sauternes | Blason  | Parti, au premier palé de sinople et d'or, au second de sinople à champagne burelée ondée d'argent et d'azur de dix pièces ; à la grappe de raisin d'or tigée et feuillée au naturel brochant sur la partition du second et sur le pal d'or à senestre du premier ; le tout sommé d'un chef d'or chargé d'un soleil vidé d'argent. |
| Blason de Sauternes | Détails | * Il y a là non-respect de la règle de contrariété des couleurs : ces armes sont fautives (argent sur or). Officiel, présent sur le site internet de la commune |

| Blason de La Sauve | Blason  | D'azur à la croix alésée au pied fiché, cousue de gueules, resarcelée de même et chargée en cœur d'une croisette aiguisée en amande d'or surchargée de quatre otelles du même adossées en croix, la croix cantonnée de quatre tours d'argent ouvertes et ajourées du champ, au comble d'azur chargé d'une étoile d'or. |
| Blason de La Sauve | Détails | * Il y a là non-respect de la règle de contrariété des couleurs : ces armes sont fautives (gueules sur azur). Officiel, présent sur le site internet de la commune. |

| Blason de Sauveterre-de-Guyenne | Blason  | Parti : au premier d'azur aux cinq fleurs de lys d'or rangées en deux pals 2 et 3, au second d'argent aux trois fasces de sable. |
| Blason de Sauveterre-de-Guyenne | Détails | Le statut officiel du blason reste à déterminer.                                                                                 |

| Blason de Semens | Blason  | Tiercé en pairle renversé : au 1er d'argent à une grappe de raisin de pourpre, feuillée et pamprée au naturel, au 2e d'azur à une main senestre appaumée d'argent, au 3e d'or à un manteau de gueules et à une épée basse d'argent brochant sur ce dernier. |
| Blason de Semens | Détails | Adopté en 2019. |

| Blason de Sigalens | Blason  | Parti : au 1er de gueules à quatre calices d'or, au 2d d'azur à un lion d'argent armé et lampassé de gueules en chef et à une gerbe de blé d'or liée d'azur en pointe. Devise / CriSitus alanorum |
| Blason de Sigalens | Détails | Adopté en mars 2023. |

| Blason de Soulac-sur-Mer | Blason  | Coupé : au premier d'azur à la dune d'or, au bas de laquelle sont terrassés trois pins de sinople en fasce, et sommée de la basilique du lieu d'argent, le clocher à dextre, au second d'argent aux trois étoiles flamboyantes de gueules,. |
| Blason de Soulac-sur-Mer | Détails | Le statut officiel du blason reste à déterminer. |

| Blason à dessiner | Blason  | Parti : au 1er de gueules au cep de vigne sur son échalas d'argent, au 2e d'azur à la tour d'argent ouverte du champ. |
| Blason à dessiner | Détails | Le statut officiel du blason reste à déterminer.                                                                      |

Pas d'information pour les communes suivantes : Sablons (Gironde), Saint-André-du-Bois, Saint-Androny, Saint-Antoine-du-Queyret, Saint-Antoine-sur-l'Isle, Saint-Aubin-de-Blaye, Saint-Aubin-de-Branne, Saint-Aubin-de-Médoc, Saint-Avit-de-Soulège, Saint-Avit-Saint-Nazaire, Saint-Brice (Gironde), Saint-Christoly-de-Blaye, Saint-Christoly-Médoc, Saint-Christophe-de-Double, Saint-Cibard, Saint-Ciers-d'Abzac, Saint-Ciers-de-Canesse, Saint-Denis-de-Pile, Saint-Étienne-de-Lisse, Saint-Félix-de-Foncaude, Saint-Ferme, Saint-Genès-de-Blaye, Saint-Genès-de-Castillon, Saint-Genès-de-Fronsac, Saint-Genis-du-Bois, Saint-Germain-de-la-Rivière, Saint-Girons-d'Aiguevives, Saint-Hilaire-de-la-Noaille, Saint-Hilaire-du-Bois (Gironde), Saint-Hippolyte (Gironde), Saint-Jean-de-Blaignac, Saint-Laurent-des-Combes (Gironde), Saint-Laurent-du-Bois, Saint-Laurent-du-Plan, Saint-Léon (Gironde), Saint-Loubert, Saint-Magne-de-Castillon, Saint-Selve, Saint-Seurin-de-Bourg, Saint-Seurin-de-Cadourne, Saint-Seurin-sur-l'Isle, Saint-Sulpice-de-Faleyrens, Saint-Sulpice-de-Pommiers, Saint-Trojan (Gironde), Saint-Vincent-de-Pertignas, Saint-Vivien-de-Médoc, Saint-Vivien-de-Monségur, Saint-Yzan-de-Soudiac, Saint-Yzans-de-Médoc, Sainte-Colombe (Gironde), Sainte-Croix-du-Mont, Sainte-Florence (Gironde), Sainte-Foy-la-Longue, Sainte-Hélène (Gironde), Sainte-Radegonde (Gironde), Salaunes, Les Salles-de-Castillon, Saucats (Gironde), Saugon, Saumos, Sauviac (Gironde), Savignac (Gironde), Savignac-de-l'Isle, Sendets (Gironde), Sillas, Soulignac, Soussac.
- Haut – A
- B
- C
- D
- E
- F
- G
- H
- I
- J
- K
- L
- M
- N
- O
- P
- Q
- R
- S
- T
- U
- V
- W
- X
- Y
- Z

## T
| Blason à dessiner | Blason  | Écartelé: au 1er d'or au taon de sable, au 2e d'azur à l'église lieu d'argent, au 3e d'azur à l'esturgeon d'argent posé en bande, au 4e d'or à la grappe de raisin de gueules, tigée et feuillée de sinople, posée en bande; sur le tout, écartelé aux 1er et 4e d'argent à la croisette de gueules et aux 2e et 3e de gueules au lion d'or. |
| Blason à dessiner | Détails | Le statut officiel du blason reste à déterminer. |

| Blason de Taillan-Médoc (Le) | Blason  | De gueules, à la barre tiercée de sinople, d'or et de pourpre, accostée d'une porte d'argent à dextre et d'une plume d'oie sur un livre ouvert, au naturel, à senestre. |
| Blason de Taillan-Médoc (Le) | Détails | Blason officiel depuis 1996, présent sur le site internet de la commune.                                                                                                |

| Blason de Talence | Blason  | D'or, à deux talles de sinople posées sur une terrasse du même ; à un sanglier de sable défendu et allumé de gueules brochant sur les tiges. |
| Blason de Talence | Détails | Le statut officiel du blason reste à déterminer.                                                                                             |

| Blason de Targon | Blason  | Écartelé d'or et de gueules, au premier et au quatrième aux trois pals de gueules, au deuxième et au troisième aux deux vaches d'argent passant l'une sur l'autre ; au lambel de cinq pendants de sable brochant en chef de l'écartelé. |
| Blason de Targon | Détails | Le statut officiel du blason reste à déterminer. |

| Blason de Tauriac | Blason  | Coupé mi-parti en chef : - Au 1, d'azur à un cep de vigne d'argent, fruité d'or, tortillant un carasson d'argent, issant d'une terrasse de trois coteaux de même et au soleil d'or mouvant de l'angle dextre du chef. - Au 2, de gueules, au clocher-mur d'argent maçonné de sable de l'ancienne église romane, à deux clochetons et arcatures ouvertes du champ, posé sur une corniche d'argent et supportant une cloche d'or au battant d'argent. - Au 3, de gueules, au « tympan de Tauriac », demi-cintre et registre en orleron d'or brodé d'argent, le linteau chargé de deux paissants à queues spiralées d'argent, desquels naissent des spirales d'argent enfermant autant de roses (5,1,5) aussi d'argent, sur le tout un demi-cercle d'or chargé d'un Agnus Dei dans un cercle d'or brodé d'argent et accosté de deux oiseaux ; le tympan est posé sur deux sommets de chapiteaux d'argent issant de la pointe de l'écu et accosté en chef de coquilles Saint-Jacques d'argent. |
| Blason de Tauriac | Détails | * Il y a là non-respect de la règle de contrariété des couleurs : ces armes sont fautives (argent sur or). Officiel, présent sur le site internet de la commune |

| Blason de Teich (Le) | Blason  | Parti, au premier coupé au I écartelé d'azur au lion d'argent et de sable aux trois loups ravissants d'or et au II de gueules au château de trois tours d'argent, au second d'or aux trois pins parasols au naturel. |
| Blason de Teich (Le) | Détails | Différences entre dessin et blasonnement : position des loups. Le statut officiel du blason reste à déterminer. |

| Blason de Temple (Le) | Blason  | Taillé : au 1er d'azur à une branche et une coquille, rangées en barre accompagnées d'un soleil mouvant de l'angle dextre du chef, le tout d'or, au 2e d'azur au chevreuil contourné d'argent senestré d'un pin du même, le tout sur une terrasse d'or ; au filet en barre d'argent brochant sur la partition. |
| Blason de Temple (Le) | Détails | Adopté par la municipalité. |

| Blason de Teste-de-Buch (La) | Blason  | D'azur au tertre d'or sommé de trois pins de sinople, posé sur une mer agitée d'argent, accompagné à senestre d'un phare du même ouvert et ajouré de sable sur un socle de gueules, au voilier contourné du même équipé de deux voiles aussi d'argent brochant à dextre, à l'étoile aussi d'or au canton dextre du chef. |
| Blason de Teste-de-Buch (La) | Détails | Le statut officiel du blason reste à déterminer. |

| Blason de Tizac-de-Curton | Blason  | Parti : au 1er de gueules à un lion contourné d'argent, au 2d coupé au I d'azur à une salamandre contournée d'or, au II d'argent à une ombre de l'église du lieu. |
| Blason de Tizac-de-Curton | Détails | * Il y a là non-respect de la règle de contrariété des couleurs : ces armes sont fautives (sable sur azur). Le statut officiel du blason reste à déterminer.      |

| Blason de Tizac-de-Lapouyade | Blason  | Coupé: au 1er d'azur à deux grappes de raisin accolées de sable et d'or, feuillées de deux pièces de sinople et surmontées de l'inscription « TIZAC de L » en lettres de sable et posée en arc de cercle, au 2e d'argent au pin au naturel. |
| Blason de Tizac-de-Lapouyade | Détails | * Il y a là non-respect de la règle de contrariété des couleurs : ces armes sont fautives (sable sur azur). Le statut officiel du blason reste à déterminer.                                                                                |

| Blason de Tourne (Le) | Blason  | D'or à trois peupliers de sinople rangés en fasce, à la champagne d'azur chargée d'une alose d'argent, au chef aussi d'azur chargé de trois coquilles aussi d'argent. |
| Blason de Tourne (Le) | Détails | Blason officiel, présent sur le site internet de la commune. |

| Blason de Tresses | Blason  | D'azur à la barre d'or chargée de trois grappes de raisin de gueules, tigées et feuillées de sinople, accompagnée en chef d'une colombe contournée d'argent essorante tenant dans son bec un rameau d'olivier de sinople, et en pointe d'un clocher fortifié d'argent posé de front. |
| Blason de Tresses | Détails | Blason officiel depuis 1978, présent sur le site internet de la commune. |

Pas d'information pour les communes suivantes : Taillecavat, Talais, Tarnès, Tayac, Teuillac, Toulenne, Le Tuzan.
- Haut – A
- B
- C
- D
- E
- F
- G
- H
- I
- J
- K
- L
- M
- N
- O
- P
- Q
- R
- S
- T
- U
- V
- W
- X
- Y
- Z

## U
Pas d'information pour les communes suivantes : Uzeste.

## V
| Blason de Vayres | Blason  | Parti de sinople à la roue de moulin d’argent et du même au cep de vigne sur un échalas du champ fruité de cinq pièces de gueules ; le tout sommé d’un chef de vair en beffroi d’une tire,. |
| Blason de Vayres | Détails | Armes parlantes. (vair) Le blason, bien qu'absent du site internet de la mairie, est répertorié et décrit sur des sites de tourisme aquitain.                                               |

| Blason de Vendays-Montalivet | Blason  | Écartelé, au premier d’azur au léopard lionné d’or, au deuxième d’argent à l’arbre de sinople, au troisième de sinople à la bécasse d’argent, au quatrième d’azur à la nef d’or, la voile carguée d'argent, voguant sur une mer du même mouvant de la pointe ; sur le tout, de gueules au soleil d’or. |
| Blason de Vendays-Montalivet | Détails | Officiel, le blason a été créé en 1976 par le peintre Yan de Siber. |

| Blason de Vensac | Blason  | Parti, au premier d'argent aux trois pins de sinople fûtés d'argent sur une terrasse d'or sommée d'une mer d'azur, au second d'azur au moulin d'argent ouvert de sable accosté de deux grappes d'argent sur une terrasse de sinople ; le tout au chef de gueules chargé d'un léopard d'or sommé de l'inscription « VENSAC » en lettres capitales de sable ; à la champagne d'argent chargée de seize rais de sinople divergeant du chef à la pointe sommée d'argent. (blasonnement non officiel) |
| Blason de Vensac | Détails | * Il y a là non-respect de la règle de contrariété des couleurs : ces armes sont fautives (sinople sur azur). Différences entre dessin et blasonnement : manque le comble d'argent. Composé à partir du dessin « officiel » présent sur le site internet de la commune, les modifications de la composition paysagère originelle le rendent blasonnable. |

| Blason de Verdon-sur-Mer (Le) | Blason  | D'azur au phare d'argent posé sur une mer du même, au chef de gueules à la muraille d'argent maçonnée de sable issant de la partition, au franc-quartier de gueules à la bande d'or, à la bordure vairée. |
| Blason de Verdon-sur-Mer (Le) | Détails | Le statut officiel du blason reste à déterminer. |

| Blason de Vertheuil | Blason  | D'azur à trois coquilles d'argent senestrées d'un lion du même, au chef de sinople chargé à dextre d'une mitre et à senestre d'une crosse contournée issant de la partition, le tout d'or. |
| Blason de Vertheuil | Détails | * Il y a là non-respect de la règle de contrariété des couleurs : ces armes sont fautives (sinople sur azur). Officiel, présent sur le site internet de la commune                         |

| Blason de Villandraut | Blason  | De sinople à l’écureuil perché sur une branche posée en barre, le tout au naturel, au chef cousu d’azur chargé d’une noix d’or accostée de deux noisettes du même. |
| Blason de Villandraut | Détails | * Il y a là non-respect de la règle de contrariété des couleurs : ces armes sont fautives (azur sur sinople). Le statut officiel du blason reste à déterminer.     |

| Blason de Villenave-d'Ornon | Blason  | D'or à la tour de sable, au chef de gueules chargé d'un léopard d'or, à la champagne d'azur chargée d'un croissant d'argent. |
| Blason de Villenave-d'Ornon | Détails | Le statut officiel du blason reste à déterminer.                                                                             |

| Blason de Virelade | Blason  | D'or à la guivre de gueules couronnée d'azur.        |
| Blason de Virelade | Détails | Officiel, présent sur le site internet de la commune |

Pas d'information pour les communes suivantes : Val de Virvée, Val-de-Livenne, Valeyrac, Vérac, Verdelais, Vignonet, Villegouge, Villenave-de-Rions, Villeneuve (Gironde) , Virsac.
- Haut – A
- B
- C
- D
- E
- F
- G
- H
- I
- J
- K
- L
- M
- N
- O
- P
- Q
- R
- S
- T
- U
- V
- W
- X
- Y
- Z

## Y
| Blason à dessiner | Blason  | De pourpre au léopard d'argent; un chef du même chargé de trois ifs de sinople, ceux des flancs plus petits, et bordé de pourpre. |
| Blason à dessiner | Détails | Le statut officiel du blason reste à déterminer.                                                                                  |